# 実況パワフルプロ野球 (スマートフォン)
『実況パワフルプロ野球』（じっきょうパワフルプロやきゅう）とは2014年12月18日よりGoogle Playで、同年12月23日よりApp Storeで配信が開始されたAndroid/iOS用野球ゲームである。公式サイトでは『パワプロアプリ』の略称も使用されている。
基本プレイ無料で、アイテム課金あり。
投球や打撃をタップやフリックで操作し、走塁・守備はオートとなっている（一部のスタジアムイベントでは、走塁・守備を操作する場面がある）。サクセスモードが搭載されている。

## 概要
スマートフォン対応の実況パワフルプロ野球シリーズでは初となるサクセスモードが搭載されており、メイン機能となっている。ガチャで手に入れたイベントキャラクター（略称：イベキャラ）をデッキにセットすることでサクセスシナリオを充実させ、より強力な選手を育成することができる。実在するプロ野球の球団や選手は搭載されておらず、自分のチーム（チーム名は自由に決められる）にサクセスモードで育成した選手を組み入れて強化し、スタジアムモードやその他イベントにて他のプレイヤーのチームと対戦するのが目的である。

## イベキャラ
ガチャや、サクセス中の宝箱、イベントなどで入手できるキャラクターで、配信期間に関係なく全てのガチャで出現する常設と、期間限定で配信されるガチャでしか入手できない限定の2種類に分けられている。N、R、SRの3段階でレアリティが分かれており、それぞれ上位互換のPN、PR、PSRが存在する（Pはパワフルの略である）が、一部のキャラと別バージョンにはN、PNのレアリティが存在しない（ごく一部のキャラにはさらにR、PRのレアリティも存在しない）。同一イベキャラが複数のレアリティで登場することもある。イベキャラとして登場するのはこれまでのパワプロシリーズに登場したサクセスモードのキャラであり、コンボキャラとアプリ版オリジナルのキャラも存在する。
サクセスをプレイする際、「イベキャラデッキ」にキャラをセットすることでサクセスシナリオ中にそのイベキャラを登場させ、それに応じて発生する特殊イベントによって経験点や特殊能力のコツを取得することができる。そうして得られる経験点や特殊能力は、イベキャラごとに設定・割り当てられている能力や「イベントボーナス」「得意練習」などによって異なる他、評価を一定まであげることで得意練習に該当する練習において「スペシャルタッグ」が発生し、より多くの経験点が入手できる。同じイベキャラでも高レアリティでないと発生しないイベントも存在し、特にSR以上のイベキャラをデッキにセットすることで超特殊能力や特殊変化球取得関連のイベントが発生する。他のイベキャラや強化素材を合成することで強化することができ、レベルが一定以上になるごとにイベントや練習での効果が強くなる。
デッキにセットできるイベキャラはプレイヤーが所持しているキャラから最大5人、他のユーザーのリーダーのイベキャラを1人だけ助っ人として使用することができるため、最大6人使用可能である。ただし、シナリオによっては使用できないキャラが一部存在する（シナリオ別のライバルキャラ、他のコラボレーションのシナリオのキャラなど）。また、『2013』、『2014』と違いレアリティの違う同じイベキャラや「猪狩 守」と「アフロ猪狩」のように別バージョン同士のイベキャラは同時には使えない。
2022年3月14日のアップデートより、新たに育成をサポートする「サポートデッキ」が導入され、「サポートデッキ」に対応したシナリオ（桃太郎電鉄高校などの一部）であれば使用可能。デッキにセットすると、練習後にランダムでセットしたキャラが登場し、そのキャラから経験点を得たり、体力の回復ができたりなど、キャラごとに応じたサポート効果を得ることができる他、上限アップや練習改革などの一部のボーナスを「イベキャラデッキ」と同様に追加することもできる。導入当初は「サポートデッキ」にセットできるのは1人までであったが、2022年7月19日のアップデートで2人まで、2023年10月2日のアップデートで3人までセットできるようになった。
毎年11月下旬頃、1年に1回行われる「パワプロ人気投票」があり、人気投票で1位になったイベキャラは別バージョンの制作が行われるが、人気投票の結果で下位15人になってしまったイベキャラはレアガチャから排出停止になっていた（ただし、期間限定のレアガチャや、特別なガチャ券では排出されることがある）。2018年から新たに排出停止になったキャラで投票を行われる「リベンジ投票」があり、その投票で1位になると別バージョンが制作が行われる（同時に完全排出停止ではなくなる）が、リベンジ投票の結果で下位10人になってしまったイベキャラは特別なガチャ券を除いた全てのガチャからも完全排出停止になる。しかし、2023年から「リベンジ投票」が廃止され、さらに、2024年からは下位15人をレアガチャから排出停止になる制度も廃止された。
また、先述の通り基本的にはパワプロシリーズに登場するサクセスモードのキャラがイベキャラとして登場しているが、様々なコラボレーション開催に伴いそれに関連したイベキャラも多数登場している。過去に登場したコラボ関連キャラ及びコラボ概要は以下の通り。
実在の選手・人物・キャラクター・企業
- 田中将大 - パワプロ応援大使就任、田中出演のテレビCM公開、イベキャラの実装（2023年2月開催では田中プロデュースのイベキャラのルーカス・ジョンソンが実装）、田中プロデュースのサクセスシナリオ・北雪高校編配信[1]
- 『ビックリマン』 - 『ビックリマン』コラボイベント開催（コラボ強化素材の実装あり）。
- 大谷翔平 - 大谷出演のテレビCM公開、イベキャラの実装。
- 吉岡里帆 - 吉岡出演のテレビCM公開[2]、イベキャラの実装。このコラボには、イベキャラの再販予定はない。
- トラッキー - イベキャラの実装、コラボイベント開催[3]。このコラボには、イベキャラの再販予定はない。
- 前田健太 - イベキャラの実装、コラボイベント開催。
- 『ジョージア』 - コラボイベント開催。
- イチロー - 2022年2月22日、MLBのシアトル・マリナーズで会長付特別補佐兼インストラクターであるイチローと本作のコラボレーション企画の一環でイチローが本作に登場することが発表[4]。イベキャラの実装、コラボイベント開催。2022年11月9日には第2弾が実施し、第2弾では投手になった別バージョンが新たに登場した。
- 吉田正尚、松井裕樹 - イベキャラの実装、コラボイベント開催。
- 吉野家  - コラボイベント開催（コラボ強化素材の実装あり）。
- 落合博満 - イベキャラの実装、コラボイベント開催。

漫画・アニメ
- 『ダイヤのA』主要キャラクター - 『ダイヤのA』コラボの青道高校（新・青道高校）編サクセスシナリオ配信。2024年2月26日をもって、青道高校編サクセスシナリオ配信が終了した。
- 『MAJOR』主要キャラクター - 『MAJOR』コラボの海堂学園高校編サクセスシナリオ配信
- [デスノート]京野小筆 - 『DEATH NOTE』コラボイベント開催。このコラボには、イベキャラの再販予定はない。
- 『グラゼニ』主要キャラクター - 『グラゼニ』コラボイベント開催。このコラボには、イベキャラの再販予定はない。
- 『逆境ナイン』主要キャラクター - 『逆境ナイン』コラボの全力学園高校編サクセスシナリオ配信
- 『MAJOR 2nd』主要キャラクター - 『MAJOR 2nd』コラボイベント開催
- 『北斗の拳』主要キャラクター - 『北斗の拳』コラボイベント開催・世紀末北斗高校編サクセスシナリオ配信。2024年4月22日をもって、世紀末北斗高校編サクセスシナリオ配信が終了した。
- 『MIX』主要キャラクター - 『MIX』コラボイベント開催
- 『タッチ』主要キャラクター - 『タッチ』コラボイベント開催
- 『H2』主要キャラクター - 『H2』コラボイベント開催
- 『ディズニー』コラボ別バージョンキャラクター - 『ディズニー』コラボイベント開催
- 『鬼滅の刃』主要キャラクター - 『鬼滅の刃』コラボイベント開催（第2弾では、一部のキャラはパワターのみ実装）。第1弾実施された当初はイベキャラの再販予定はなかったが、第2弾から再販される予定が決まっている。
- 『遊☆戯☆王』主要キャラクター - 『遊☆戯☆王』コラボイベント開催。
- 『呪術廻戦』主要キャラクター - 『呪術廻戦』コラボイベント開催。このコラボには、イベキャラの再販予定はない。また、派生作品の『実況パワフルサッカー』にも、イベキャラが実装されていた。
- 『HUNTER×HUNTER』（2011年のアニメを準拠）主要キャラクター - 『HUNTER×HUNTER』コラボイベント開催。
- 『チェンソーマン』主要キャラクター - 『チェンソーマン』コラボイベント開催。
- 『進撃の巨人』主要キャラクター - 『進撃の巨人』コラボイベント開催。また、派生作品の『実況パワフルサッカー』にも、イベキャラが実装されていた。
- 『転生したらスライムだった件』主要キャラクター - 『転生したらスライムだった件』コラボイベント開催（一部のキャラは、パワターのみ実装）。また、派生作品の『実況パワフルサッカー』にも、イベキャラが実装されていた（パワターで実装したシオン、シュナは本作では実装されない）。
- 『葬送のフリーレン』主要キャラクター - 『葬送のフリーレン』コラボイベント開催（一部のキャラは、パワターのみ実装）。また、派生作品の『実況パワフルサッカー』にも、イベキャラが実装されていた（パワサカで実装していたヒンメルは、本作では実装されなかったが、イベントの背景としては登場した）。

他のゲーム
- 調子くん - 『プロ野球スピリッツ2015』早期購入特典
- 『モンスターストライク』主要キャラクター - 『モンスト』コラボイベント開催。ダン&ジョン高校編サクセスシナリオのコラボクエストを開催。
- 『実況パワフルサッカー』主要キャラクター - 『パワサカ』コラボイベント開催・パワフル高校編サクセスシナリオのパワーアップ開催。『パワサカ』にも本作の一部のキャラ（猪狩守など）がイベキャラ、一部のシナリオ（天空中央高校など）が実装されていた。
- パワにゃん、[にゃんこ]氷上聡里 - 『にゃんこ大戦争』コラボイベント開催・SG高校編サクセスシナリオのパワーアップを開催。このコラボは、イベキャラの再販予定はない。
- [ポコタ]灰塚朔夜 - 『LINE ポコパン』コラボイベント開催。このコラボには、イベキャラの再販予定はない。
- パズル&ドラゴンズ』主要キャラクター - 『パズドラ』コラボイベント開催。
- 『ラブプラス』主要キャラクター - 『ラブプラス』コラボイベント開催。
- 『ぷよぷよ!!クエスト』主要キャラクター - 『ぷよぷよ!!クエスト』コラボイベント開催。2023年10月16日には第2弾が実施され、サクセススペシャルのみ実装されたイベキャラのドラコケンタウロスが、第2弾にて実装された。
- 『パワプロクンポケット』シリーズ主要キャラクター - 『パワポケ』シリーズコラボイベント開催・花丸高校編サクセスシナリオ配信[5]。派生作品の『実況パワフルサッカー』にもイベキャラが実装されていた。
- 『桃太郎電鉄』シリーズ主要キャラクター - 『桃太郎電鉄』シリーズコラボイベント開催・桃太郎電鉄高校編サクセスシナリオ配信。
- 『メタルギアソリッド3』主要キャラクター - 『KONAMIドリームコラボ』の一環として、コラボイベント開催。ネイキッド・スネークがイベキャラの実装。
- 『がんばれゴエモン』シリーズ主要キャラクター - 『KONAMIドリームコラボ』の一環として、コラボイベント開催。ゴエモンがイベキャラの実装。
- 『悪魔城ドラキュラ』シリーズ主要キャラクター - 『KONAMIドリームコラボ』の一環として、コラボイベント開催。アルカードがイベキャラで実装し、派生作品の『実況パワフルサッカー』にもイベキャラが実装されていた。
- 『ツインビー』シリーズ主要キャラクター - 『KONAMIドリームコラボ』の一環として、コラボイベント開催。パステルがイベキャラの実装。
- 『ときめきメモリアル』主要キャラクター - 『KONAMIドリームコラボ』の一環として、コラボイベント開催。藤崎詩織がイベキャラの実装。
- 『サイレントヒル2』主要キャラクター - 『KONAMIドリームコラボ』の一環として、コラボイベント開催。ピラミッドヘッドがパワターの実装（イベキャラでは未実装）。
- 『ボンバーマン』シリーズ主要キャラクター - 『KONAMIドリームコラボ』の一環として、コラボイベント開催。白ボンがパワターの実装（イベキャラでは未実装）。なお、スタジアムイベントにのみ、白ボン以外の他の色のボンバーマンもパワターとして登場する。
- 『星のドラゴンクエスト』主要キャラクターとコラボ別バージョン - 『星のドラゴンクエスト』コラボイベント開催。コラボイベキャラキャラとしてモガマルが実装。コラボ別バージョンとして、[テリー装備]十六夜満、[ビアンカ装備]大空美代子、[アリーナ装備]柳生鞘花、[カミュ装備]一ノ瀬塔哉が実装。

## ガチャ
イベキャラを入手する主な手段。以下の種類がある。ゲドーくん像ガチャと通常のレアガチャ（ハッピーマンデーガチャも含む）を除いて、限定のイベキャラが出現する期間限定のレアガチャが配信している時は、期間内であれば他のガチャからも限定のイベキャラも排出される。
- ノーマルガチャ
ガチャPを200消費して回すガチャ。すべてのレアリティのイベキャラが登場する（ただし、PR以上のレアリティの出現率は非常に極稀なため、出現するレアリティは実質N、PN、Rの3種類となる）。たまにPN以上確定のガチャなどが行われる。
- ゲドーくん像ガチャ
ガチャPを1000消費して回すガチャ。プラチナ以外の金、銀、銅のゲドーくん像のみ出現するガチャ。過去にたまに行われたガチャが、2020年8月19日より常設化された。ノーマルガチャと異なり、1ヶ月で回すことができるのは400回までの制限があり、400回行うと、その月はそれ以上回すことはできない(翌月1日の午前3時になると、回数がリセットされる)。
- レアガチャ
パワストーンを5個消費して回すガチャ（2018年1月1日より、パワストーンを50個消費して回すレアガチャでは、1体多くなった11体のイベキャラを入手できる）。R以上のイベキャラが登場する。月曜日のみ、1回だけパワストーン3個消費でPR以上確定のガチャ(ハッピーマンデーガチャ)を引くことができる。また、2020年9月30日より、1日1回だけパワストーン消費無しでR以上確定のガチャ(毎日1回!無料ガチャ)を引くことができる。
- チケットガチャ
PNガチャ券、Rガチャ券、PRガチャ券、SRガチャ券、同10%ガチャ券、同20%ガチャ券、同30%ガチャ券、PSRガチャ券、同10%ガチャ券、同20%ガチャ券、同30%ガチャ券、を消費して回すガチャ。それぞれそのレアリティ以上のイベキャラを必ず入手できる（10%、20%、30%は1つ下のレアリティ）。2016年12月14日にガチャ券の種が実装化された。
- ミキサーガチャ
Rを5枚消費して回すレアミキサーガチャ、PRを5枚消費して回すPレアミキサーガチャ、SRを5枚消費して回すSRミキサーガチャ、PSRを5枚消費して回すPSRミキサーガチャがあり、それぞれのレアリティのイベキャラを1枚入手できる。入手できるイベキャラは消費したキャラとは別のものが出てくる。この他、特別なイベントで得られるバッジを使ったバッジミキサーガチャや、特定のキャラ・決まった性別のキャラのみ出現する特別なミキサーガチャが開催されることがある。

## サクセス
シリーズ恒例のサクセスモード。基本システムは『実況パワフルプロ野球2013』のサクセスをベースにしたが、本作独自のシステム調整が一部存在する。
また、一部のシナリオについては「限定ルート」の開放や「パワーアップ」の開催も期間限定で行われる。
プレイするためには40SP（サクセスポイント）を消費する必要になるが、キャンペーンやイベントなどによって、必要消費数が10～30になる場合がある。
2017年2月27日のアップデートにより、獲得経験点のハイスコア機能が実装され、各シナリオで育成終了時の獲得経験点のスコアに応じて、称号やガチャ券などのアイテムを獲得できる（最大1万点まで）。各アイテムは1度しか獲得できないが、毎年11月頃にハイスコアがリセットされ、リセットされることで再度各アイテムを獲得することができる（称号は除く）。ハイスコアは各シナリオごとに、その年で更新したシーズンベストと、シーズンに関係なく更新した自己ベストを、それぞれ3つずつ記録される（シーズンベストはハイスコアがリセットされると、記録は消える）。
2024年4月22日のアップデートにより、通常とは異なる育成方法となる「オリジンサクセス」が実装され、基本的な育成・システム・シナリオ独自の要素などは通常とほとんど同じであるが、通常とは異なり、格・集客力・調整力の拡張能力は初めから上限最大まで振られて、拡張能力を上げることが不要になり、サクセス用能力（いいヤツやセンス◯、モテモテなど）が一部キャラクターイベントを除き取得するのが不可能になる代わりに、基本能力・特殊能力などの能力アップに必要な経験点が大幅に増量され、通常よりも能力を上げにくいのが特徴。通常より育成が難しい分、イベキャラのイベント、試合などの一部のイベントで得られる経験点も増量され、選手ランクが通常より高い状態の選手を育成することが可能で、チームランクをより高く上げられるようになった。また、条件を満たすとよりオリジンランクの高い「オリジンサクセス」に挑戦でき、ランクが高くなるほど能力アップに必要な経験点が増えるなどでさらに難しくなる（同時にイベントなどで得られる経験点も増量する）が、さらに高い選手ランクを持った選手を育成できる（現時点ではランク4まで実装され、今後のアップデートなどでランクの上限が上がる予定）。

### シナリオ
『パワプロ2013』同様、高校2年の8月からドラフト会議までがシナリオの舞台となっている。異なるテーマに基づいた様々な高校が実装されており、それぞれに特色が存在する。ただし、登場校は『パワプロ2013』から一新されている（くろがね商業高校を除く）。
一部のシナリオを除いた全ての高校に矢部明雄が固有キャラクターとして登場し、主人公の相棒を務める。
なお、本作の世界観は『実況パワフルサッカー』の世界観と共有され、2作のキャラがそれぞれのサクセスシナリオに相互出演する場合もある。
パワフル高校
パワプロシリーズ定番の高校で、最初に実装されたシナリオ。本作リリース以降のシリーズ作品に登場した「パワフル高校」は、『パワプロ9』のリメイクであるNintendo Switch版第1作と『2022』を除く全て本作設定のもの。
本作ではプロ野球を目指してパワフル高校に入学した主人公が、幼馴染である星井スバルと再会して甲子園、そしてプロ野球選手を目指すというストーリーになっている。
特殊コマンドなどがなくシンプルなシナリオであり、初心者がサクセスの基本を身につけるためのシナリオとされる。なお、『実況パワフルサッカー』とコラボした期間限定の「パワーアップ」では、新たに「サッカー練習」が追加され、野球の練習を行った後にサッカー部との合同練習が行われることがあり、合同練習を行うことで経験点や特殊能力のコツを追加でもらうことができる。さらに、イベキャラごとに設定されている前後のイベントの発生タイミングが関係なくなる他、イベキャラのイベントで得られる経験点が増える。
2021年3月22日のアップデートにより、シナリオになっている高校へ体験入学できるイベントが追加される他、ヒントなどを見ることができるガイドコマンドが実装されるなど、より初心者向きのシナリオに仕上がるようになった。
このシナリオではライバルとして関わる木場嵐士、虹谷誠がイベキャラデッキに使用不可(別バージョンも同様)。なお、星井スバルの別バージョンの暗黒スバルはイベキャラデッキにセットして使用することができ、使用するとイベントなどの効果は変わらないが、会話が暗黒スバル専用に置き換わるようになる。
固有キャラクターは星井スバル（投手）、宇渡幹久（一塁手）、小田切巧（遊撃手）、京野小筆（マネージャー）。また、『実況パワフルサッカー』とコラボした「パワーアップ」では、花散院ユウ（外野手）、銀崎ゆうる（マネージャー）が新たに登場し、2度目に実装された「パワーアップ」ではさらに、大戸ルカ（捕手）、峰巧成（二塁手）が新たに登場する。なお、イベキャラの宇渡と小田切の2人は、特別なガチャ券とレアガチャを除いた全てのガチャから完全排出停止となっている。
瞬鋭高校
2015年1月29日より実装。
かつては名門校と呼ばれていた瞬鋭高校。部員は「エリート組」と「雑草組」に分けられており、主人公は実績がなかったために雑草組になっていた。しかし、臨時コーチとして招聘された厳巳浩平によって完全実力主義となり、それに不満を抱いた一部の部員が反旗を翻し練習をボイコットしてしまう。思わぬ事態に見舞われた主人公は空中分解してしまったチームを1つにしながら、一軍への昇格、甲子園への出場、その先のプロ入りを目指すこととなる。
チームが3軍、2軍、1軍に分かれており、その昇降格を決める4度の実技試験がポイントとなり、成績に応じて残留、昇降格が決まる。3軍では「練習」コマンドが「雑用」コマンドに変わり、練習が一切できなくなって雑用しかできなくなる。2軍から「練習」コマンドが選べるようになるが、2軍では各練習レベルが1ずつしかないことで練習効率が悪いが、1軍では各練習レベルが3ずつになり、練習効率が良くなる。なお、3年目6月4週開始時に公式戦の参加に関わる最後の実技テストで、決められた点数に届かなかった場合、公式戦に出ることができなくなり、その時点で育成が終了になってしまう。
セクション2開始時のボイコットのイベントにより、烏丸などの一部のチームメイトと固有キャラクター（烏丸は除く）以外のイベキャラがボイコットでいなくなり、特殊コマンド「呼び戻す」によって練習をボイコットしているキャラを呼び戻すことができるが、中には1打席勝負を行うイベキャラがあり、1打席勝負に勝たないと呼び戻すことは出来ない。呼び戻しに成功すると、経験点や特殊能力のコツを貰うことが出来る。一定数のキャラを呼び戻すと烏丸を呼び戻せるようになり、烏丸で1打席勝負を必ず行い、1打席勝負に勝つことで烏丸を呼び戻すことが出来る。なお、全員呼び戻すか、3年目3月2週終了時のイベントでボイコットしていたキャラが全員戻ってくると、「呼び戻す」コマンドは使用できなくなる。
固有キャラクターは烏丸剛充（投手）、才賀侑人（三塁手）、小平陽向（二塁手）、春野千優（マネージャー）。なお、イベキャラの才賀以外の3人は、レアガチャから排出停止となっていて、さらに、烏丸のみ特別なガチャ券とレアガチャを除いた全てのガチャから完全排出停止となっている。排出停止となっていた小平は第4回のリベンジ投票で1位になって、別バージョンの[クール!]小平陽向が実装された。
青道高校/新・青道高校
青道高校は2015年4月1日より、新・青道高校は2019年10月9日より実装。青道高校は2024年2月26日をもって配信終了となり、初めてシナリオが廃止となった（青道高校に登場するイベキャラ、専用の投打フォームは、入手していれば引き続き使用可能）。廃止に伴い、野球教室、チャレンジなどにあった青道高校に関連したものは、全て別の内容に差し替えられた。
漫画『ダイヤのA』とのコラボレーションシナリオ。主人公・沢村栄純が所属する青道高校を再現している。シナリオ設定上、青道高校は第1部、新・青道高校は第2部（『ダイヤのA actII』）にあたる。
このシナリオでは当該作品以外のコラボレーションシナリオからのキャラ（以下、コラボキャラ）の他、一部キャラ（共通：3年生の青道高校のキャラ。青道高校：女性キャラ、相棒キャラ。新・青道高校：彼女候補、一部の第1部準拠キャラ）も使用不可。また彼女キャラも使用不可のため「デート」と「遊ぶ」コマンド（新・青道高校では使用可能かつ、相棒キャラの親交イベントを進めることも可能）も使用できず、かわりに特殊コマンド「青心寮」でのイベントによって「青道魂」を発動させることで様々な効果が得られる。なお、青道高校では矢部が登場せず、沢村が相棒を務める（イベキャラデッキに矢部をセットして使用すると登場する他、シナリオで唯一、自己紹介イベントが発生する。新・青道高校では矢部が登場するため、他のシナリオと同様に相棒を務める）。
配信当初、青道高校のイベキャラは常設扱いで全てのガチャから出現していたが、2016年3月17日より期間限定のレアガチャのみの入手に変更され、常設ではなくなった（それ以降に実装されたイベキャラは全て限定扱いとなる）。なお、新・青道高校で実装されたイベキャラは全て限定扱いになっている。
北雪高校
2015年3月13日より実装されたパワプロ大使・田中将大プロデュースのシナリオ。
甲子園出場を目指して北海道にある名門校「北雪高校」に野球留学した主人公。しかし、この高校は男嫌いの理事長の方針で数年後に女子高に移行することになっていた。それを知らずに入学してしまった主人公は、甲子園出場で知名度アップを目論む理事長から数名の女子生徒を押し付けられ、恋愛厳禁の上に野球の指導をするように命令される。事あるごとに退部、退学をチラつかせる理事長の様々な嫌がらせにもめげず、「女の園」で甲子園出場を目指す主人公の類を見ないチャレンジが始まった。
特殊コマンドとして「ときめき」コマンドがあり、メインキャラである美園、小嵐、八尺、明星の4人の「ときめき度」をあげることで特別な効果が得られる。
このシナリオではイベキャラデッキにセットできるのは女性キャラのみとなり、白霧凍子がイベキャラデッキで使用不可。男性キャラが使用できないため、矢部ではなく矢部田が相棒となっている。そのため一部キャライベントの内容が変更されている。
固有キャラクターは相棒の矢部田（外野手）に加え、美園千花（捕手）、小嵐リョウ（遊撃手）、八尺巫女子（外野手）、明星雪華（マネージャー）。また、合同練習をする白轟高校のエース・北斗八雲も登場する。
イベキャラの小嵐と矢部田は、レアガチャから排出提出となっている。また、明星のイベキャラは、第1回パワプロ人気投票で1位になって、別バージョンの[チア]明星雪華が実装された。
SG高校
2015年6月18日より実装。このシナリオでの期間限定の「パワーアップ」は、『にゃんこ大戦争』のコラボイベントが開催されている時にのみ行われるものになっている。
民間の警備会社が運営する私立高校。独自カリキュラムの「護衛任務」が取り入れられ、護衛に不可欠な能力が野球にも通じており、プロ選手も多数輩出している。主人公は護衛任務をこなしながら野球の能力を磨き、甲子園出場とプロ入りを目指す。
特殊コマンド「ミッション」ではミニゲームをプレイすることができ、それらをクリアするによって育成を有利に進めることができる。ミニゲームのプレイにあたり、各イベキャラにはそれぞれ「バウンサー」「レンジャー」「ガード」「スナイパー」のうちのいずれかの役割が与えられている。
このシナリオではライバルとして関わる冴木創、『チェンソーマン』のコラボキャラのマキマは、イベキャラデッキで使用不可（別バージョンも同様）。
固有キャラクターは伊貫大和（投手）、桜ノ宮総司（捕手）、森河岳（遊撃手）、氷上聡里（マネージャー）。なお、氷上以外の3人のイベキャラは、レアガチャから排出停止となっていて、さらに、桜ノ宮と森河の2人は、特別なガチャ券とレアガチャを除いた全てのガチャから完全排出停止となっている。
覇堂高校
2015年8月7日より実装。2019年5月7日より、期間限定だったシナリオの「パワーアップ」が常設化された。シナリオが実装される以前、パワフル高校などの対戦相手として登場する固有キャラクターは木場嵐士のみであったが、覇堂高校が実装されると同時に、他の固有キャラクターが登場するようになった。
過酷な練習量で知られる覇堂高校は、キャプテンの木場嵐士と星井スバルの両エースを擁し甲子園出場が確実視されていた。しかし星井の突然の転校と練習過多による故障者続出により予選敗退してしまう。主人公はバラバラのチームメイトたちの心に火を付け、野球部を立て直していく。
「オーバーヒート」が最大のポイントであり、「オーバーヒート状態」のキャラと練習することでより多くの経験点が得られる。「号令」コマンドでキャラの練習場所を入れ替えることが可能。「パワーアップ」したシナリオでは「オーバーヒート状態」になるキャラが増えて、相棒キャラが永続的に「オーバーヒート状態」になり、より多くの経験点が得られる他、一定条件を満たすと、超特殊能力のコツを得ることができる。
パワフル高校での木場嵐士と同様、ライバルとなる星井スバルとの対決がランダムで発生し、一定条件を満たすことで超特殊能力のコツが得られる。
このシナリオでは、ライバルとして関わる星井スバル、虹谷誠はイベキャラデッキにセットできない（別バージョンも同様）。
固有キャラクターは木場嵐士（投手）、水鳥忍（捕手）、金原いずる（外野手）、木場静火（マネージャー）の4人に加え、2021年6月9日のアップデート（イベキャラの実装は2021年6月21日）により土門季音（一塁手）が追加。木場嵐士は円卓高校の限定ルートにも固有キャラクターとして登場する。なお、イベキャラの水鳥と金原の2人は、特別なガチャ券とレアガチャを除いて完全排出停止となっている。
太平楽高校
2015年9月30日より実装。2019年7日10日より、期間限定だったシナリオの「パワーアップ」が常設化された。
ごく普通の私立高校であったが、新監督・鬼河原の厳しいトレーニングに反旗を翻した者がいたため野球部が「監督派」と「反監督派」に分裂。監督派は、監督の指示通りにすれば、評価も上がり、怪我もしない（監督の指示に従わない場合は、評価が下がることがある）反面、反監督派は、自由に練習ができる（監督の評価が上がることもある）という一長一短の中、シナリオが進む。
プレイヤーは各セクションごとに「監督派」か「反監督派」かを選択し、対抗する派閥のキャラを引き抜いていくことで特別な効果が得られ、「パワーアップ」したシナリオでは一定の回数を引き抜くと、さらに超特殊能力のコツを得ることができる。なお、諸井は「監督派」、浦賀は「反監督派」で固定している関係上、全員引き抜くことはできないようになっている（それぞれのキャラは引き抜くことはできないが、引き抜く機会がある限り、何度でも経験点や特殊能力のコツを得ることができる）。
固有キャラクターは天城隼（投手）、浦賀有也（二塁手）、諸井清和（外野手）、鴨川しぐれ（マネージャー）。浦賀は円卓高校の限定ルートにも固有キャラクターとして登場するが、条件を満たす必要がある（イベキャラデッキに浦賀をセットした場合は、最初から登場する）。なお、鴨川以外の3人のイベキャラは、レアガチャから排出停止となっていて、さらに、浦賀と諸井の2人は、特別なガチャ券とレアガチャを除いた全てのガチャから完全排出停止となっている。
海堂学園高校
2016年2月2日より実装。2020年5月26日より、期間限定だったシナリオの「パワーアップ」が常設化された。
漫画『MAJOR』とのコラボレーションシナリオで、茂野吾郎が最初に入学した海堂学園を再現。ライバルのジョー・ギブソンJrも登場するが、本作オリジナルの設定でワールド高校に所属しており、夏の甲子園決勝戦でギブソンJr.を率いるワールド高校と対戦することになる。
イベキャラデッキに吾郎をセットしているかによって、シナリオが大きく変わり、セットしていない場合は原作通りのシナリオになるが、セットした場合は原作とは異なり吾郎が聖秀学院に転校しないIfのシナリオを楽しむことができる（いわゆる限定ルートに相当する）。
練習をすることで「ストイックゲージ」を貯め、それによって使用可能となる「ブレイクスルー」コマンドで練習の効果をあげることがポイントとなる。また、3週連続で同じ練習をする(精神練習を除く)ことで特別なイベントが発生する。
「パワーアップ」したシナリオでは、「ストイックゲージ」の上昇が上がり、「ブレイクスルー」の効果が高まる（特定の週で実行すると超特殊能力のコツが得られるなど）他、得意練習を1つしか持たないイベキャラに、シナリオ開始時にランダムで1つ得意練習が追加され、より練習効果が高まって、スペシャルタッグを発生しやすくなっている。ただし、元から得意練習を2つ持つイベキャラや、投手と野手の得意練習を1つずつ持つ二刀流のイベキャラには、得意練習は追加されない。
3月3週終了時、主人公が野球部に存続するかに関わる紅白戦の試合があり、その試合に敗北すると即退部されて、育成終了になってしまう。なお、イベキャラデッキに吾郎をセットしていると、紅白戦が行われずに育成終了することはない。
コラボレーションシナリオである為、『MAJOR』以外のコラボキャラがイベキャラデッキにセットできず、ライバルとして関わるジョー・ギブソンJrも、イベキャラデッキにセットできない。なお、後に収録された『MAJOR 2nd』から登場した相棒キャラはサクセス上には『MAJOR』コラボキャラとして扱う。
固有キャラクターは眉村健（投手）、阿久津（投手）、市原（投手）、佐藤寿也（捕手）、薬師寺（三塁手。2018年3月開催の「バトスタトーナメント」の報酬のイベキャラで実装）、草野秀明（外野手）に加え、ライバルの「聖秀学院」に所属する茂野吾郎（投手）、清水薫（投手）、清水大河（遊撃手）および、川瀬涼子（投手）の海堂学園高校以外の4名をイベキャラデッキにセットして使用することも可能で、その際は海堂学園高校の固有キャラクターとして登場し、茂野の場合はシナリオが大きく変わる。なお、市原のみイベキャラで実装はされていない。
ブレインマッスル高校
2016年3月23日より実装。
夏の地方大会準決勝敗退を機にスポーツ科学科が研究を進めている「肉体強化プログラム」を活かした練習メニューを開発したが、主力選手がみなそれぞれ弱さを抱えており、新チームはいきなり秋の大会で1回戦負けを食らってしまう。しかし、ブレインマッスル高校が誇るマッドサイエンティスト女子高生・比良女木美々が開発した「ブレインミックス」でチームメイトが弱点を克服。この「ブレインミックス」が甲子園出場に向けての大きな武器となっていく。
このシナリオではイベキャラの得意練習が固定されておらず、乾電池を消費して「ブレインミックス」コマンドを行うことで得意練習をランダムで変更することができ、場合によっては複数人による「スペシャルタッグ」を発動させることができるが、得意練習を2つ持つイベキャラや、投手と野手の得意練習を1つずつ持つ二刀流のイベキャラは、「ブレインミックス」コマンドが実施している間、得意練習が1つしか持たなくなる。ただし、期間限定の「パワーアップ」では、得意練習を2つ持ち、二刀流に対応され、得意練習を1つしか持たないイベキャラを2つ持ち、二刀流に変更することが可能。また、特定の得意練習が揃うと、ターン終了後に特訓が行うことが出来、追加で経験点や特殊能力のコツを得ることができる（期間限定の「パワーアップ」には特訓の種類が増え、超特殊能力のコツが得られる特訓が増える）。なお、乾電池はセクション開始（セクション1のみ「ブレインミックス」コマンドが追加された時）に5個補充される他、特殊能力を1つ取得すると次のターンで取得した分だけ補充される（ただし、片方しか取得できない特殊能力を入れ替えて取得しても乾電池は補充されない）。
固有キャラクターは比良女木美々（マネージャー）、尾根瑛人（投手）、一条一輝（一塁手）、納見新造（二塁手）の4人に加え、期間限定のシナリオの「パワーアップ」の実装より盛本雄飛（投手）が追加。なお、比良女木と盛本以外の3人のイベキャラは、レアガチャから排出停止となっていて、さらに、尾根は特別なガチャ券とレアガチャを除いた全てのガチャから完全排出停止となっている。
くろがね商業高校
2016年5月11日より実装。2018年12月3日より、期間限定だったシナリオの「パワーアップ」が常設化された。シナリオが実装される以前、甲子園2回戦の相手チームとして登場する固有キャラクターは銭形のみであったが、くろがね商業高校がシナリオが実装されると同時に、他の固有キャラクターが登場するようになった。
『パワプロ2013』から移植したシナリオ（固有選手の追加とイベント内容調整など変更がある）、詳細は実況パワフルプロ野球2013#くろがね商業高校を参照。
固有キャラクターは『パワプロ2013』と同様、パピヨン（投手）、銭形乱蔵（投手）、宝塚月斗（遊撃手）、大鐘餅太郎（外野手）、賀真口摩音（マネージャー）の5人に加え、祝井幸吉（三塁手）、百屋縁（マネージャー）が新たに登場する。なお、『パワプロ2013』の相棒だった矢部兼安雄（捕手）は本作には登場せず、他のシナリオと同様、矢部が相棒を務める。なお、イベキャラのパピヨンと百屋以外の5人は、レアガチャから排出停止となっていて、さらに、銭形と大鐘と祝井の3人は、特別なガチャ券とレアガチャを除いた全てのガチャから完全排出停止となっている。
ダン＆ジョン高校
2016年6月23日より実装。
主人公は小学2年生までに住んでいた地域をダン＆ジョン高校の転校を機に出戻る。しかし、野球部の前監督が呪われた旧校舎で怪物を見たことで退任。旧校舎の調査を兼ねて新任してきた独田監督と共に、野球部の練習をこなしながら旧校舎を調査する。
「旧校舎」コマンドで、旧校舎の探索やそのための装備品の作成などを行う。装備品などのデータが次回以降に引き継がれ、複数回に渡る長期的なプレイが必要となる。
最終クエストをクリアするなどで条件を満たすと、R、PRなどのレアリティの光野聖良のイベキャラが貰えるが、このキャラのみレアガチャには実装されない特別なイベキャラになっている。なお、各レアリティに貰える個数に制限があるが、通常ルートでRの光野聖良を1度入手すると、メダル交換所に月に1回限り、Rの光野聖良を1体入手できる。
イベキャラデッキに光野聖良をセットしていると、イベントやシナリオが大きく変化して、最初から選べるクエストが増える他、PR以上の光野聖良のイベキャラが入手できるようになる。
また、期間限定で実施される『モンスターストライク』とのコラボクエストがあり、クエストを最後まで進めるとボスとして「クィーンバタフライ」が登場する。難易度ごとに異なるコラボクエストをクリアすることで、R以上のクィーンバタフライのイベキャラを入手することがあり、難易度が高いほど入手しやすくなる他、PRやSRといった高いレアリティを入手することができる。
このシナリオでは、シナリオに関わる黒聖良、『チェンソーマン』のコラボキャラのマキマは、イベキャラデッキにセットできない（ディズニーとコラボレーションした別バージョンの[マレフィセント]黒聖良も同様）。
固有キャラクターは須藤零人（投手）、バット゠円島（二塁手）、兼倉洋平（三塁手）、相良識（マネージャー）の4人に加え、イベキャラデッキに光野聖良をセットして使用すると、光野聖良（マネージャー）が新たに登場するが、光野聖良は恵比留高校などの一部のシナリオには、最初から所属している設定になっている。なお、光野聖良以外の最初から所属している4人のイベキャラは全員、レアガチャから排出停止となって、全員排出停止になったのは初めてとなった。さらに、兼倉と円島の2人は、特別なガチャ券とレアガチャを除いた全てのガチャから完全排出停止となっている。
あかつき大学付属高校
2016年8月3日より実装。
『パワプロ9』のシナリオの1つ「あかつき大学付属高校」のアレンジ版。『パワプロ9』の時と異なり、猪狩守の先輩たち（『パワプロ9』の「あかつきの黄金時代」の9人）は全て主人公と同学年という設定になっており、四条賢二の妹でマネージャーの四条澄香は主人公の1学年後輩という変更がなされている。
甲子園常連校であるあかつき大学付属高校は、才能ある有力な9人の選手に猪狩守を加えた「あかつき十傑」と呼ばれるレギュラーが君臨しており、主人公は連日の猛練習に励むがなかなか結果が出ず、長い2軍暮らしが続いていた。そんな中、最上級生になり1軍に昇格したばかりの主人公に監督の千石から「打倒！あかつき十傑」の命が下る。奮起した主人公は十傑の打倒を心に誓い、高校最後の1年に挑む。
10人のキャラそれぞれに「打倒カウント」が設定されており、一緒に練習することで減らすことができる。「追求」コマンドによって特別な効果が得られる他、各ポジションへの理解度をあげることができ「打倒カウント」の減少幅を大きくすることができる。打倒の順番によって得られる効果が変わる。
期間限定で「パワーアップ」したシナリオでは、「打倒カウント」が通常の2倍に増加されるが、「追求」コマンドの効果が高まり、「打倒カウント」の減少幅をより大きくすることができる他、選手のイベキャラにあるサブポジションにも反映され、より広い範囲で「打倒カウント」を減少させることが出来る。
固有キャラクターについてはパワプロ9の項目を参照。この中で、イベキャラの二宮と四条賢二と八嶋と九十九の4人は、レアガチャから排出停止となっていて、さらに、三本松と五十嵐の2人は、特別なガチャ券とレアガチャを除いた全てのガチャから完全排出停止となっている。
ヴァンプ高校
2016年10月19日より実装。このシナリオでの期間限定の「パワーアップ」は、セクション2開始前に限定ルートを選ぶことで、発生する仕様になっている。
いつものように公園で野球の練習に励む主人公。しかし、飛んで行ったボールを追いかけた先に突如異界への入り口が現れ、足を滑らせて谷底へ落下してしまう。見慣れない部屋のベッドで目を覚ました主人公は、吸血鬼の神良美砂によって助けられ、自身も吸血鬼になってしまったことを知る。さらに神良から、人間に戻るには「ヴァンプ高校」の野球部を率いて甲子園での優勝を果さなければならないことも告げられてしまう。こうして、吸血鬼としても野球部員としても牙を研ぎながら、甲子園優勝と人間へ戻ることを目指す、日の光とは全く無縁の奇妙な高校野球生活が幕を開けることになったのだった。
自然に減っていく「ブラッドゲージ」とそれを回復する「吸血」コマンドを利用することでより多くの効果を得られる。ブラッドゲージが空になってしまうとやる気の低下や経験点の減少などさまざまなデメリットがあるので、いかにそれを回避しながら練習をこなすかが育成で重要なポイントになる。
期間限定で「パワーアップ」したシナリオでは、「練習」コマンドで練習場所ごとに吸血する際に得られる属性が確定で変更されるようになる（次のセクションへ進めた際はランダムで属性が変化する）他、「吸血」コマンドで強化属性以外の属性にも経験点を得ることが可能になる。
このシナリオでは、シナリオの進行上、別バージョンの[秘めたる力]神良美沙は、イベキャラデッキにセットできない。
固有キャラクターは神良美砂（マネージャー）に加え、史門泰司（投手）、内藤明瑠（一塁手）、灰塚朔夜（遊撃手）で、このうち神良はイベキャラで使用した場合は、イベントの内容がヴァンプ高校専用に置き換わる。また、限定ルートでは御厨真歩（マネージャー）が追加されるが、御厨は円卓高校と恵比留高校のシナリオにも固有キャラクターとして登場する。なお、イベキャラの灰塚と史門の2人は、レアガチャから排出停止となっている。排出停止となっていた史門は第2回のリベンジ投票で1位になって、別バージョンの[エクソシスト]史門泰司が実装された。
天空中央高校
2016年12月14日より実装。シナリオが実装される以前、パワフル高校などの相手チームとして登場する固有キャラクターは虹谷誠のみであったが、天空中央高校のシナリオが実装されると同時に、他の固有キャラクターが登場するようになった。このシナリオでの期間限定の「パワーアップ」は、セクション2開始前に限定ルートを選ぶことで、発生する仕様になっている。
高校野球界の頂点に輝く強豪校。しかし、とある理由から中心選手たちのモチベーションが著しく低下。彼らのモチベーションを向上させるべく、「エンジェルナイン計画」が実行に移される。虹谷率いるパワプロ史上最強と名高い高校が実装。
「エンジェル」コマンドによって「エンジェルナイン」の発掘（イベキャラデッキに虹谷彩理以外の彼女キャラをセットしていると、発掘無しで最初から登場する）、強化を行い、練習にてエンジェルから「ハート」を受け取ることで育成を有利に進めることができる。ただし、天空中央高校以降で実装されたシナリオは現時点で発掘の対象に扱われず、登場するためにはイベキャラデッキに彼女キャラをセットする必要がある。
期間限定で「パワーアップ」したシナリオでは、「練習」にてエンジェルから得られる「ハート」が「トゲ付きハート」に変化して、「トゲ付きハート」から得られる経験点は「ハート」よりも多い代わりに、獲得した「トゲ付きハート」が多いほど体力の消費が大きくなってしまうデメリットが有る。また、「体力回復のハート」が「全経験点アップのトゲ付きハート」に変化し、「トゲ付きハート」と同様に体力を消費されてしまう。この仕様により、通常のシナリオよりも強い選手が作りにくいことに問題があったため、「パワーアップ」の再実施は1度も行われていない。
このシナリオでは、シナリオの進行上、霧崎礼里、往田真威人、闇野栄剛の3人は、イベキャラデッキにセットできない（別バージョンも同様）。
固有キャラクターは虹谷誠（投手）、神成尊（捕手）、東雲翔也（遊撃手）、虹谷彩理（マネージャー）、月影ひかり（マネージャー）で、この中で月影のみイベキャラの実装はされていない。虹谷誠は円卓高校の限定ルートにも固有キャラクターとして登場する。なお、イベキャラの東雲のみ、レアガチャから排出停止となっている。
限定ルートでは天空中央高校に所属する5人の固有キャラクターに加えて、さらに、恵比留高校に所属する一部のキャラが固有キャラクターとして新たに登場し、ミス・レイリーと名乗る霧崎礼里、ミスター・ファウルと名乗る往田真威人が登場する。なお、御厨真歩（マネージャー）をイベキャラデッキにセットして使用すると、イベントなどの効果は変わらないが、会話で御厨真歩が登場して、追加の会話を見ることができる。
支良州水産高校
2017年2月9日より実装。シナリオが実装されることに伴い、対戦相手として登場する際、固有キャラクターの選手が登場するようになった（地方大会1回戦では選手能力が弱く設定されている）。
ダイバーや漁業関係者など水産業関連では有名な支良州水産高校だが、運動部、特に野球部は弱小としか呼べないものでいつも大会では地方の1回戦で負けてしまう。そんなチームが実習授業中のふとした出来事をきっかけに甲子園優勝の夢を本気で追いかけることに。主人公を筆頭に部員それぞれが憧れの選手をイメージ（＝妄想）し、そのパワーで練習にも熱が入っていく。そして最後の夏、妄想パワーで自信をつけ成長した雑魚たちが並み居る強豪に逆襲をかけていく。史上最弱と言われた高校が実装。
「妄想」コマンドが最大の特徴で、モブキャラのチームメイトの能力を上げるほかキャライベントを強制的に発生、進行させることで経験点アップや体力回復、彼女キャラへの告白など様々な効果が得られる。また、イベキャラの選手は本来よりも基本能力が低く設定されていて、自分より能力の低いイベキャラへの「指導」を行って能力を上げたり、逆に自分より能力の高いキャラからの「指導」で、経験点のほか特殊能力のコツを得ることも可能（「指導」する方が効果が高い）。なお、このシナリオは野球部の予算が回らない設定上、「練習」コマンドのメンタル練習以外の全ての練習レベルは1で固定されている（メンタル練習のみ序盤で練習レベルが3に上がる）ため、どんなに練習回数を重ねても練習レベルが上がらないのが特徴である（ただし、ごく一部のイベキャラのイベントでは、練習レベルを上げることは可能）。
期間限定で「パワーアップ」したシナリオでは、上記の効果が高まり、練習レベルがメンタル練習以外の練習レベルが2に上がって、メンタル練習の練習レベルが4に上がる（練習レベルの強化は3度目の「パワーアップ」より追加）他、新たに一番能力が高い選手をリーダーとして就任される「船長」システムが追加され、船長に就任されるためには基本能力（1度目と2度目での「パワーアップ」では特殊能力を含む全ての選手能力）を上げることで船長力が上昇し、船長で就任されているイベキャラの船長力より高めることで、主人公が船長に就任することができ、就任した際のボーナスとして大量の経験点を得ることができる。「指導」でイベキャラの能力を上げた際に、主人公より船長力が高まると、船長をイベキャラに交代となるが、交代時に少し多く経験点を得ることができるため、何度も交代を繰り返すことで大量の経験点を獲ることが可能。ただし、練習中に怪我をすると船長から外されて、イベキャラが船長になってしまい、数ターンの間は船長に交代することができなくなってしまう。3度目の「パワーアップ」より新たに「指導タッグ」が追加され、「指導」と「スペシャルタッグ」が両方できる状態になると、追加で練習に応じた経験点を追加で大量に得ることが出来る他、超特殊能力を持つイベキャラにはさらに能力が低い状態で始まることで、船長力基本能力が低くなって、「指導」しやすい。
このシナリオでは、シナリオの進行上、ディズニーとコラボレーションした別バージョンの[フック船長]倉家凪は、イベキャラデッキにセットできない。
固有キャラクターは真黒綱寛（投手）、赤原勘八（捕手）、須々木清吾（二塁手）、倉家凪（マネージャー）の4人に加え、期間限定のシナリオの「パワーアップ」の1度目の実装より深見和仁（投手）、3度目の実装より真開彩葉の妹の真開伊瑠花（外野手）が新たに追加。赤原は円卓高校の限定ルートにも固有キャラクターとして登場するが、浦賀と同様、条件を満たす必要がある（イベキャラデッキに赤原をセットした場合は、最初から登場する）。なお、イベキャラの須々木と深見は、レアガチャから排出停止となっている。
メカニクス産業高校
2017年5月25日より実装。
少子化で部員が減少したメカニクス産業高校野球部。そこへロボット部員をひっさげて新監督がやってきた。当初は抵抗を見せる野球部員だったが、ロボット部員の成長を目の当たりにし、ともに甲子園を目指していく。
デッキにセットしたイベキャラの組み合わせによって作成される「ロジカルマップ」がポイント。組み合わせによって得られる効果が変動するため、デッキ編成がカギとなる。また練習で貯まる「ロジカルポイント」を消費してマップを進んでいき、練習効率がアップする「ロジカルブースト」など様々な効果を発生させていくことが重要。
固有キャラクターは江暦輝（投手）、千賀篤志（三塁手）、魁竜司（外野手）、NCM-753（マネージャー）、凶塚真世（監督）で、この中で凶塚のみイベキャラで現時点で未実装。NCM-753は円卓高校の限定ルートにも固有キャラクターとして登場する。なお、イベキャラの江歴は、レアガチャから排出停止となっていて、さらに、江歴は特別なガチャ券とレアガチャを除いた全てのガチャから完全排出停止となっている。
鳴響高校
2017年8月2日より実装。
鳴響高校は吹奏楽の名門で、かつては吹奏楽部の応援をバックに甲子園に出場。快進撃を果たしたが、とある事件がきっかけで両部活には溝ができ、さらに時が経って野球部は当時の輝きを失ってしまう。そんななか野球で甲子園を目指す主人公と甲子園での応援を夢みる少女が出会い、吹奏楽部から野球部への助っ人が参加することに。さらに両部活合同での練習も決定。止まっていた時間を再び動かすために、甲子園優勝と吹奏楽コンクールの金賞を目指す。
歴代パワプロ作品中で使用されたBGMや看板キャラクターをイメージしたテーマソングなどの「楽譜」を入手し「吹奏楽部」コマンドで演奏して練習することで、練習に演奏効果が加わり様々な効果が得られる。規定ターン以内に1つの楽譜を全て演奏しきると「ハーモニーボーナス」が発動し、経験点アップやケガ率低下等の強力なボーナス効果が発生する。なお、「練習」コマンドの各練習の練習レベルは、選んだ楽譜によって練習ごとに練習レベルが設定される仕様で、支良州水産高校と同様、どんなに練習回数を重ねても練習レベルが上がらない。また、2020年6月に実施された期間限定の「パワーアップ」より、鳴響高校のシナリオが実装された当初未実装だった円卓高校～十文字東高校までのシナリオの楽譜などの楽譜が追加された（「パワーアップ」終了後も永続的に追加される）。
固有キャラクターは伊能麗示（投手）、大越清亮（遊撃手）、志藤玲美（外野手）、音吹奏（マネージャー）。また吹奏楽部の顧問として神成尊(天空中央高校)の従兄である神成拓斗が登場する。なお、イベキャラの大越のみ、特別なガチャ券とレアガチャを除いた全てのガチャから完全排出停止となっている。
円卓高校
2017年12月14日より実装。シナリオが実装される以前、青道高校のシナリオなどの相手チームとして登場した当初、固有キャラクターは岸田のみであったが、鳴響高校のシナリオが実装された同時に、これまでモブキャラだった阿麻が固有キャラクターとなり（それに伴い、オリジナル変化球のエクスカリバーの追加などで選手能力が変更された）、円卓高校のシナリオが実装されると望戸とランスロットが追加された。
このシナリオの期間限定の限定ルートは他のシナリオと違って、セクション1開始時から変わっており、シナリオそのものが別物になっているのが特徴で、サブタイトルに「Braves of the Round」が表記される。限定ルートが実施されている期間中、通常ルートがプレイ不可となる。
長い歴史を誇る名門「円卓高校」。この学校には「エンタクルス」という巨大な円盤があった。キャプテンの阿麻率いる円卓高校野球部が「エンタクルス」で未来を占う。聖杯を巡って繰り広げられる野望と陰謀のストーリーが展開される。「円卓」の名前の通り、キャラクターやシナリオはアーサー王伝説が元となっている。
練習によってマスに様々な効果が配置された円盤「エンタクルス」を回転させ、止まったマスの効果を得ることができる。スペシャルタッグ練習時はスタートのマスから止まったマスまでの通ったマス全ての効果を得られる。また、「エピック」コマンドでは練習などで発現した「エピック」を調査でき、調査完了するとそれに応じた効果を得ることができる。
このシナリオではライバルとして関わる闇野栄剛がイベキャラデッキで使用不可となる（別バージョンも同様）。また、限定ルートではさらに光野聖良、御厨真歩の2人も使用不可。
固有キャラクターは阿麻央真（投手）、ランスロット（投手。2017年12月開催の「全国迎春野球大会2017」の報酬のイベキャラで実装）、岸田卓（一塁手。限定ルートと共にイベキャラで実装）、望戸紅（三塁手）、久根美亜（マネージャー）の5人に加え、ヴァンプ高校の限定ルートと恵比留高校にも登場した御厨真歩（マネージャー）が登場する。また、彼らの他にも「鳥栖端（とりすたん）」「賀上院（がうえいん）」など、円卓の騎士をモチーフにしたモブキャラのチームメイトも登場する。なお、イベキャラの岸田と望戸は、レアガチャから排出停止となっている。
限定ルートでは円卓高校に所属する5人の固有キャラクターに加えて、さらに、他の高校に所属する一部のキャラが円卓高校の固有キャラクターとして新たに登場し、覇堂高校より木場嵐士（投手）、ヴァンプ高校より内藤明瑠（一塁手）、天空中央高校より虹谷誠（投手）、ダン&ジョン高校より黒聖良（外野手）、メカニクス高校よりNCM-753（マネージャー）が登場する。また、特定条件を満たすと、太平楽高校より浦賀有也（二塁手）、支良州水産高校より赤原勘八（捕手）が新たに登場する（イベキャラデッキで使用した場合は、最初から登場する）。
全力学園高校
2018年3月15日より実装。
漫画『逆境ナイン』とのコラボレーションのシナリオで、不屈闘志が所属する全力学園高校を再現。コラボレーションシナリオなので、他のコラボキャラは使用不可となる。
ケガや体力減少などで溜まる「逆境ゲージ」を満たし男の魂充電完了状態にすることで練習の効果を上げることができる。また、作中に登場する名言を模した「言霊コマンド」を使用することで様々な効果を得ることができる。
セクション4の7月4週で、特定条件を満たすと超特殊能力のコツか、投手育成時には下方向のオリジナル変化球の「全力スペクトル」のどちらかを取得することができるが、オリジナル変化球は失敗することがあり、失敗するとオリジナル変化球を取得することが出来ない。
固有キャラクターは不屈闘志（投手）に加え、ハギワラ・リョウ（投手。2018年3月開催の「春の熱血甲子園大会」の報酬のイベキャラで実装）、新屋敷章（遊撃手）、月田明子（マネージャー）。また野球部監督のサカキバラ・ゴウ、強力学園高校のエース・無敵勇士、日の出商業高校戦ではライバルとなる高田二流も登場する（この3人はイベキャラで未実装）。固有キャラクターおよびメインストーリーは逆境ナインを参照。
恵比留高校
2018年7月31日より実装。シナリオが実装される以前、円卓高校の対戦相手として登場した当初、固有キャラクターは闇野のみであったが、恵比留高校のシナリオが実装されると同時に、他の固有キャラクターが登場するようになった。
このシナリオの期間限定の「パワーアップ」は、円卓高校の限定ルートのようにセクション1開始時からシナリオが変わっているが、後述の新たな固有キャラクターに関わるイベントの追加や新たな結末の追加が主な変更で、シナリオの基本的な流れは大体同じである。「パワーアップ」が実施されている期間中、「パワーアップ」前のシナリオがプレイ不可となる。
主人公が在籍する恵比留高校は、目立った実績のないまったくの無名高校。しかしある時、とある選手のキャプテン就任とともに急激に力をつけていく。時を同じくして他校の野球部では主要メンバーが次々と原因不明の体調不良で戦線を離脱し、戦力ダウンを余儀なくされていた。主人公は練習に励みながら、カメラを片手に他校の偵察を担当する。
各練習で練習することで「他校偵察」を行い、その時に練習にいたイベキャラの人数に応じて他校選手を「ソウルジェイル」に閉じ込めることで次回以降、閉じ込めた練習場所で練習をすることで、経験点が得られる。スペシャルタッグ練習で魂を空にする（「タッグフィニッシュ」）ことでより多くの効果が得られる他、各高校全てのメンバーの魂を空にするとその高校に応じた「ソウルボーナス」が使用できる。
期間限定で「パワーアップ」したシナリオでは、「タッグフィニッシュ」ができなくなる代わりに、「ソウルジェイル」に閉じ込めた練習場所により多くの経験点を得ることが出来る「ソウルエーテル」が追加し、黄緑色に光っている練習場所が「ソウルエーテル」がある印で、その「ソウルエーテル」がある場所に練習をすることで、「他校偵察」した際に設定された経験点をそれぞれ大量に得ることが出来る（筋力が複数あるなどのように重複した経験点は1つしか数えられない）。また、「ソウルボーナス」を使用した際、「ソウルファントム」が発生し、「ソウルファントム」はイベキャラごとに設定されている得意練習に出現しやすくなる効果を持ち、得意練習が多いほどスペシャルタッグの効果が高まるようになる。「ソウルファントム」を行うと、その練習場所に「ソウルエーテル」が出現するようになっている（既に「ソウルエーテル」がある練習場所は反映されない）。
このシナリオでは期間限定の「パワーアップ」が実施しているかによって、イベキャラデッキで使用不可のキャラが異なり、通常では[少年]闇野栄剛と闇野ルミナ（別バージョンも同様）が使用不可。「パワーアップ」が実施している期間中は、通常バージョンの闇野栄剛がイベキャラデッキで使用不可となる（「パワーアップ」のシナリオ中に別バージョンの[少年]闇野栄剛に変わるため）。
固有キャラクターは闇野栄剛（投手）、往田真威人（三塁手）、霧崎礼里（遊撃手）、沢樹末璃（マネージャー）の4人に加え、ヴァンプ高校の限定ルートと円卓高校にも登場した御厨真歩（マネージャー）が登場するが、このシナリオでの御厨は容姿などが異なるものになっており、イベキャラでの御厨のイベントは恵比留高校専用に置き換わる。さらに、期間限定の「パワーアップ」の実装より、闇野ルミナ（投手）が追加（固有キャラクターになる以前、討総学園のシナリオでの夏の地区大会決勝戦の対戦チームとしての恵比留高校では、モブキャラとして登場していた）。ルミナは、第7回パワプロ人気投票で1位になって、別バージョンのるみな（[少年]闇野栄剛と同じ幼くなった姿）が実装された（イベキャラを実装してから僅か1ヶ月で、1位になったのは史上初である）。
イベキャラの沢樹のみ、レアガチャから排出停止となっている。
マントル辺境高校
2018年12月13日より実装。シナリオが実装される以前、天空中央高校などの対戦相手として登場する固有キャラクターは堂江のみであったが、マントル辺境高校のシナリオが実装されると同時に、他の固有キャラクターが登場するようになった。
巨大な露天鉱床にあるマントル辺境高校。野球部は採掘実習を通じて鍛えられているが、結果に結びついていなかった。そんな中、不思議なパワーを持つ鉱石が採れる謎の鉱脈が学校の敷地内から発見される。
練習などのコマンドを実行することで採掘できる「鉱石」を用いて様々な「施設」を建設、「施設」で生産される「道具」を活用すると練習の効果を上げることができる。
期間限定で「パワーアップ」したシナリオでは、基本的なシステムにほとんど変更はないが、練習などのコマンドで得られる経験点が大幅に増え、イベキャラ以外の選手に「道具」を2つ装備できるようになって、固有キャラクターをイベキャラデッキにセットすることでボーナスの効果を高まるようになり、より強い選手を育成できるようになった。また、初心者に向けたガイド機能が追加された（この機能は「パワーアップ」終了後も永続される）。
期間限定の「パワーアップ」では、これまでと同様、サクセス専用特殊能力の「センス○」の効果が弱体化、サポートデッキが追加される他、大筒高校と同様に所持可能な経験点の上限が各5000点までに設定され、この「パワーアップ」よりサポートデッキにセットできる人数が3人に増える。経験点の上限とサポートデッキは、「パワーアップ」終了後に永続され、サポートデッキに3人までセットできることは、サポートデッキで使用可能なシナリオにも適応されて永続される。
固有キャラクターは堂江竜河（投手）、伍歩倫人（捕手）、黒衛隆富（二塁手）、土村乃夢（マネージャー）に加えて、これまでモブキャラ扱いだった道満（三塁手）が、2022年3月開催の「春の熱血甲子園大会」より固有キャラクターとして追加（イベキャラとしては、2023年5月1日のアップデートより実装）された。また、期間限定のシナリオの「パワーアップ」の実装より、小掘灯花（投手）が追加。なお、イベキャラの黒衛のみ、レアガチャから排出停止となっている。
世紀末北斗高校
2019年3月4日より実装された期間限定シナリオで、唯一、実装当初から配信期間が設けられていた。漫画『北斗の拳』とのコラボレーションシナリオで、パワプロアプリの書き下ろし高校として北斗の拳のストーリーを再現。当初は2021年4月30日までの2年間限定であったが、好評により延長が何度も行われ、最終的に2024年4月22日まで延長され、同日をもって配信終了となり、2番目にシナリオが廃止となった（世紀末北斗高校に登場するイベキャラ、専用の投打フォームは、入手していれば引き続き使用可能）。2020年2月17日よりシナリオの「パワーアップ」が常設化された。
自由な校風のもとに名選手が多く集い、199X年に甲子園を炎のような歓声に包んだ「北斗高校」。その活躍に心を震わせた主人公は北斗高校への入学を決意するが、主人公が入学した時には校内は荒れ果て、暴力がはびこる世紀末のような高校と化していた。そしてある日、モヒカンたちに襲われそうになった主人公の前に「球世主」ケンシロウが現れ窮地を救う。そのことをきっかけに、主人公とケンシロウは荒れ果てた高校に希望を取り戻すため、甲子園優勝を目指すことになる。
各セクション開始時、各練習それぞれに「敵カウント」が設定されており、練習することで減らすことができ（条件によって減少幅を大きくすることができる）、敵を排除することで育成を有利に進めることができる。ケンシロウなどの固有キャラクターと一緒に練習すると、必殺技アシストを得られることがあり、必殺技アシストを得た状態で練習することで、「敵カウント」を大きく減らすことが出来る、さらに合計敵カウントが一定以下の場合特殊コマンド「決戦」が使用でき、それぞれのセクションの首領を打倒する（「敵カウント」と主人公の現体力、必殺技アシストの有無などに応じて、勝敗が変動する）と様々な能力を得ることができる。さらに、常設化されたシナリオの「パワーアップ」では、新たに難易度選択が追加され、セクション1開始時にノーマルとエキスパートの2種類から選択でき、エキスパートを選ぶと敵の人数の増加などで難しくなるが、得られる経験点と超特殊能力のコツが増えるようになる（ノーマルも得られる経験点は増えるが、超特殊能力のコツは増えない）。
他のコラボレーションシナリオ同様、『北斗の拳』以外のコラボキャラは使用不可。また、サクセスの配信に伴い、サクセス配信以前に配信された『北斗の拳』キャラもコラボキャラとなった（世紀末北斗高校配信以前に他コラボレーションシナリオも使用可能だった）。
固有キャラクターはケンシロウ（外野手）、レイ（投手）、トキ（捕手）、リン（相棒キャラ）に加えて、ライバルの「世紀末南斗高校」に所属するサウザー（投手）、シン（投手）、および「拳王高校」に所属するラオウ（投手）、ジャギ（捕手）。北斗高校以外の4名をイベキャラデッキにセットして使用することも可能で、サウザーをセットして使用した場合はシンが南斗高校のエースになり、サウザーとシンを両方デッキに入れた場合は南斗高校に固有キャラクターが不在になる。またラオウをセットして使用した場合、8月1週前の甲子園出場のイベントで北斗高校を離脱し拳王高校へ転入、甲子園の決勝戦で対決するという流れになる。
フリート高校
2019年7月31日より実装。シナリオが実装される以前、マントル辺境高校のシナリオなどの相手チームとして登場した当初、固有キャラクターはオクタヴィアのみ（イベキャラの実装も先行配信）であったが、支良州水産高校の期間限定の「パワーアップ」が実装されると、館橋が新たな固有キャラクターとして登場し、フリート高校のシナリオが実装されると他の固有キャラクターが追加された。
このシナリオの期間限定の「パワーアップ」は、円卓高校の限定ルート、恵比留高校の期間限定の「パワーアップ」のようにセクション1開始時からシナリオが変わっており、円卓高校の限定ルートのようにサブタイトルの表記はないが、シナリオそのものが別物になっている。「パワーアップ」が実施されている期間中、「パワーアップ」前のシナリオがプレイ不可となる。
かつてパワフェスの舞台となった豪華客船「クイーン・オブ・フェスティバル号」。謎の女性・オクタヴィアがそれを購入、丸ごと校舎に改造したというフリート高校は、世界を船で回りながら船舶業務の実習などをカリキュラムにしていた。オクタヴィアが女帝として君臨するこの高校で厳しい実習（とオクタヴィアの圧政）に耐えながら甲子園出場を目指し練習に励む主人公は、ある日の実習中に海で漂っていた謎の少女を救出する。
練習によって積み荷を積み込み、次の目的地に運んで商売をすることで経験点を稼ぐシステムが特徴。船で他の高校を巡り、各高校に3人ずつ設定されている固有キャラクターと一緒に練習することで練習効率をアップさせ、ボーナス経験点を稼ぐことが強力な選手を育成するコツとなっている。
期間限定で「パワーアップ」したシナリオでは、倉庫の空き容量、積み荷の売却などの効果が大幅に増加され、経験点を大量に稼ぐことが可能になった。パワフル高校などの一部の寄港先が無くなる代わりに、金剛連合などのフリート高校以降に実装されたシナリオの一部が新たな寄港先として登場する。セクション2以降には新たに海上に海賊船が出没するようになり、4ヶ所向かう寄港先の中から1~3ヶ所の高校に海賊船が出現し、高校ごとに決められた赤い積み荷を一定以上積まないとその高校へ向かうことが出来ないが、目標に達した状態であれば海賊船を撃破することができ、撃破することで積み荷による経験点ボーナスをさらに追加で得ることが可能。2度目の「パワーアップ」では1度目の仕様をそのままに、新たに積荷によるスペシャルタッグを実行することと、他の高校の選手キャラを全員で1回以上練習することで、追加の経験点を獲ることが可能になった。ただし、金剛連合と同様、サクセス専用特殊能力の「センス◯」の効果が弱体化され（「パワーアップ」終了後は適応されない）、イベキャラデッキのサポートデッキが使用可能になって「パワーアップ」終了後も永続される。
2022年10月17日にこのシナリオの「パワーアップ」から、所持可能な経験点の上限がこれまで各999点までだったのが、各3000点に大幅に増量され、大量の経験点を所持可能になった。また、練習コマンドで1度に得られる経験点の上限が各999点はそのままである（ただし、シナリオの天盟高校からサポートデッキ専用の「ボーナスの獲得経験点上限」が導入され、練習コマンドでも上限を超えた経験点を取得可能になった）が、シナリオのシステムやイベントでは条件を満たすことで上限を超えることが出来、最大で各3000点までの経験点を獲ることが可能になった。この仕様は、今後追加予定の新シナリオ、シナリオの「パワーアップ」も適用される他、シナリオの「パワーアップ」では1度適用されると、「パワーアップ」終了後も永続される。2024年4月22日での2度目の「パワーアップ」では、オリジンサクセスの導入に伴い、所持可能な経験点が各30000点に大幅に増量された。
このシナリオでは、シナリオの進行上、別バージョンの[プライベート]館橋水奈都と、ディズニーとコラボレーションした別バージョンの[ドナルドダック]美園千花、[ミニーマウス]小嵐リョウ、[ミッキーマウス]八尺巫女子の4人は、イベキャラデッキにセットできない。ただし、同じディズニーとコラボレーションした別バージョンの[ハートの女王]オクタヴィアは例外で使用可能。また、「パワーアップ」していない通常では、さらに真開彩葉と別バージョン[挑戦!]泡瀬満里南の2人も使用不可。
固有キャラクターはオクタヴィア（投手）に加え、梶増人（投手）、沖野海里（一塁手）、館橋水奈都（二野手）、泡瀬満里南（マネージャー）で、この中で泡瀬は、第5回パワプロ人気投票で1位になって、別バージョンの[パジャマ]泡瀬満里南が実装された。また練習試合ではワールド高校が相手となり、アンヌ・アズナブル、ヴィクター・コールドバーグ、マキシマム・池田・クリスティンなどパワプロシリーズお馴染みの選手たちが登場する。なお、フリート高校のシナリオが実装されると、スタジアムイベントのバトルスタジアムの主催者は、オクタヴィアであることが明らかになった（実装以前は正体不明であった）。
期間限定の「パワーアップ」したシナリオの1度目では、真開伊瑠花の姉の真開彩葉（捕手）が新たな固有キャラクターとして登場し、マネージャーだった泡瀬満里南が投手に変更される（ただし、通常バージョンと別バージョンの[パジャマ]を使用した際は、投手に変更されない）。また、イベキャラデッキに真開伊瑠花をセットして使用することで、伊瑠花も固有キャラクターとして扱われ、他の固有キャラクターと同様にボーナスの効果が高まり、固有キャラクターによる超特殊能力のコツを得ることができる。2度目の「パワーアップ」より、新たに梶杏嘉（捕手）、清江留萌（外野手。2024年4月30日のアップデートより実装）が追加された。
アンドロメダ学園高校
2019年12月12日より実装された『パワプロ2011』から移植したシナリオで、このシナリオでは主人公と矢部は、ゴーグルを装着したグラフィックになっている。
シナリオ実装される以前、対戦相手としての固有キャラクターは大西と嵐丸のみであったが、アンドロメダ学園のシナリオが実装されると同時に、暗黒スバル以外の他の固有キャラクターが登場するようになった。なお、覇堂高校の限定ルートでのみ、対戦相手としての固有キャラクターで星井スバルの別バージョンの暗黒スバル（投手）が登場したが、このシナリオには固有キャラクターとしては登場しない。
無名の弱小高校だった「安藤梅田学園高校」が、ある日突然様変わり。さらに突如現れた「武井田ジョー」なる謎の人物が野球部監督に就任。VRを駆使した仮想空間での練習や「超特訓」と呼ばれる強力なトレーニングで部員がメキメキと力をつけていく。そして主人公も超特訓を受けゴーグルを装着、生まれ変わった野球部で甲子園出場を目指す。
練習時に配布される「データセル」を集めてVR空間を生成、さまざまなシチュエーションを再現し、そこで練習効果の高い「超特訓」を受けることで経験点を大量に獲得することが可能。
固有キャラクターは『パワプロ2011』と同様、大西゠ハリソン゠筋金（投手）、嵐丸士朗（投手）の2人（いずれの2人はレアガチャから排出停止となっていて、さらに、嵐丸は特別なガチャ券とレアガチャを除いた全てのガチャから完全排出停止となっている）に加え、ガジェット落合（一塁手）、ジャベリン五十嵐（遊撃手）、DJB-K（マネージャーから外野手に転向）が新たに登場する。また、武井田の助手として加藤理香（相棒キャラであるが、『サクセススペシャル』ではスタッフキャラとしても実装）、京子（マネージャー）姉妹も登場する。なお、『パワプロ2011』に登場した神埼こりす（マネージャー）は現時点で未登場だが、『サクセススペシャル』ではイベキャラとして先行で実装されている。また『サクセススペシャル』ではガジェットが「落合正」、ジャベリンが「五十嵐由香里」とそれぞれ本名が設定されている。
逆境転生クロスナイン～十文字東高校～
2020年3月12日より実装された島本和彦原案、書き下ろしのオリジナルシナリオで、全力学園高校に次ぐ逆転劇シナリオ第2弾。廃校間近の高校で、野球部とスクールアイドル、2つの物語が交差する。オリジナルシナリオなので、この高校の固有キャラクターがコラボキャラとして扱わず、他のコラボキャラも使用可能。
主人公の在籍する「十文字東高校」は同地区にある東西南北4校の統合計画により廃校の危機に見舞われる。生徒会長の黒周成穂は廃校を阻止するべく、そこそこの強豪だったが現在は低迷している野球部と部員1人のアイドル研究会に白羽の矢を立て、スクールアイドルユニット「キューティーダイヤモンド(QD)」を立ち上げ自らも参加。さらに校長をも巻き込んで野球部の全面バックアップの約束も取り付けた。しかしその矢先、合同合宿中に二条の落雷に見舞われ、気が付くと野球部とQDの精神が入れ替わってしまっていた。かくして廃校を免れるため、2つの物語が交差し、加速していく。
練習は定期的に入れ替わる「野球フェイズ」と「アイドルフェイズ」の2つから構成されている。アイドルフェイズでは各キャラに割り当てられた「歌唱」「演技」「ダンス」「ビジュアル」の4項目を磨いて「アイドルレベル」を上げ、定期的に開催される「アイドルバトルステージ」での入賞を目指す。優勝、入賞するとボーナス経験点が貰えるため、上位入賞および優勝を目指していくことが強力な選手を育成するカギとなっている。また野球フェイズでは、アイドルレベルが近いデッキキャラ同士が同じ練習にいると「クロス練習」が発生し、練習効率が上昇する。この時アイドルレベルが一致しているとさらに効果の高い「スーパークロス」が、さらにキャラクターの担当項目も一致していると「パーフェクトクロス」練習が発生し、大量のボーナス経験点の他に超特殊能力のコツも入手できる。なお、6月2週終了時に、「アイドルバトルステージ」で1度も入賞していない場合は、十文字東高校が廃校になる結末を迎えて、育成終了になってしまう。
このシナリオでは、ライバルとして関わる白鐘司と、『チェンソーマン』のコラボキャラのマキマと、矢部明雄（部員の中で唯一、精神が入れ替わなかったことで、シナリオに関われないため）がイベキャラデッキに使用不可となっている。
固有キャラクターは黒周成穂（マネージャー）に加え、小井川乃蒼（相棒キャラ。2020年3月開催の「春の熱血甲子園大会」の報酬のイベキャラで実装）、アサガミ・キョウスケ（投手）、オオワダ・ガクト（三塁手）。またプレイヤーキャラクターではないが、QDのメンバーとして桃阪陽菜（主人公と入れ替わった操作キャラ）が登場する。なお、イベキャラのオオワダのみ、レアガチャから排出停止となっている。
アスレテース高校
2020年7月29日より実装。
アステレース高校はスポーツの名門校でトップアスリートを多数輩出しており、主人公は最高レベルの育成環境を期待して入学、野球部に入部する。しかしこの高校では野球以外にも20種類の競技の練習が必修となっていて、野球に集中することができない状況になってしまう。そんな悩める主人公の前に転入生の戸内聖華が現れ、複数の競技のトレーニングを組み合わせた新しい練習メソッドの「マルチトレーニングストリーム」を提案する。半信半疑で取り組んだ主人公はその効果の高さに驚き、マルチトレーニングストリームで効率よく鍛え上げながら甲子園出場を目指すことを決意する。
練習は20種類の中から6種類選ばれた競技の練習を行う「マルチトレーニングストリーム」を実行し、練習場所ごとに選ばれた競技を練習して、練習することで各競技に定めたスコアゲージを貯めることができ、ゲージに応じて銅、銀、金の順でメダルが貰えて、体力の回復や特殊能力のコツを得ることができる他、競技ごとに決まった金メダルのボーナス（体力最大値、ケガ率の低下など様々）を得ることができる。スコアゲージを多く上げるためには主人公の基本能力を高める他、情熱レベルとイベキャラごとに定めた得意競技が重要となり、情熱レベルはイベキャラと一緒に練習するとレベルが上昇して、次のターンの練習で情熱レベルが高い状態で行うことが出来、情熱レベルが高く得意競技のイベキャラと練習することで、スコアゲージを一気に上げることが可能。「スペシャルタッグ」を実行すると、複数の競技を同時に行うことができる「スライドストリーム」を発動でき、競技の組み合わせ次第で大量の経験点を得たり、スコアゲージを一気に上げることが可能。また、20種類の競技の順番はシナリオ開始時に毎回ランダムで設定され、毎回違う組み合わせで始まるが、「競技」コマンドから1ヶ月に1回だけ好きな競技を1つ入れ替えることができ、組み合わせを変更することが可能。
期間限定で「パワーアップ」したシナリオでは、基本的なシステムをそのままに、「マルチトレーニングストリーム」などの練習で得られる経験点が大幅に増え、競技のスコアゲージを貯めやすくなった他、新たにバトンが追加された。バトンは得意競技を持たない選手キャラがバトンを持つようになり、バトンを持った選手キャラ（得意競技を持ったイベキャラ、サポートキャラは対象外）と一緒に練習することで、バトンを渡すと同時にランダムで得意競技が付与され、一定のターンの間だけ得意競技を持つようになり、スコアゲージをより貯めやすくなった。2度目の「パワーアップ」したシナリオではサポートデッキが追加され、サポートデッキにも得意種目が反映され、選手キャラに最大3人まで付与され、バトンと違い、サポートデッキから付与された得意種目は永続される。
2度目の期間限定の「パワーアップ」では、これまでと同様、サクセス専用特殊能力の「センス○」の効果が弱体化、サポートデッキが追加され、2度目の「パワーアップ」したシナリオから所持可能な経験点がさらに増量され、各80000点までに設定された。所持可能な経験点の上限とサポートデッキは、「パワーアップ」終了後に永続される。
このシナリオではライバルとして関わるキリル・フォスター（別バージョンも同様）がイベキャラデッキで使用不可。
固有キャラクターは戸内聖華（マネージャー）に加え、塚見巴（投手）、ミンミン（二塁手）、塚見リフター（三塁手）、カイル・モラレス（外野手）。また、1度目の期間限定の「パワーアップ」のシナリオより、茂古葉萌子（二塁手）、羽吹一歩（相棒キャラ。常設としての初の相棒キャラ）が追加され、2度目の「パワーアップ」より、パワサカの同名のシナリオからオーランド・ディクソン（外野手。常設されたコラボキャラ）が追加される。またディクソンと同じパワサカの矢神洋司、一ノ倉凛登、輝谷亜都の3人も登場するが、現時点でイベキャラの実装はない（2度目の「パワーアップ」したシナリオ中、矢神と一ノ倉の2人は、イベキャラで実装されないことが決定されている）。なお、イベキャラの巴、リフター、カイルの3人は、レアガチャから排出停止となっている。
戦国高校
2020年11月26日より実装。
『パワプロ2013』（及び、『パワプロ2011決定版』）から移植したシナリオ（固有選手の追加とイベント内容調整など変更がある）、詳細は実況パワフルプロ野球2013#戦国工業高校を参照。
このシナリオでは、『チェンソーマン』のコラボキャラのマキマが、イベキャラデッキに使用不可となっている。
固有キャラクターは『パワプロ2011決定版』及び『パワプロ2013』と同様、織田信長（投手）、ゼンザイ（投手）、おしるこ姫の3人に加え、千代姫（二塁手）、浮見葉勘（遊撃手）、郡司知将（外野手）、明智光秀（外野手）が新たに登場する。なお、『パワプロ2011決定版』及び『パワプロ2013』の相棒だった矢部ノ助（三塁手）は本作には登場せず、他のシナリオと同様、矢部が相棒を務める。この中でおしるこ姫、織田信長を含む各大名、明智以外の各武将はイベキャラで実装はされていない。なお、イベキャラの郡司と浮見の2人は、レアガチャから排出停止となっている。
花丸高校
2021年2月25日より実装された『パワプロクンポケット（パワポケ）シリーズ』とのコラボレーションシナリオで、『パワポケ7』の「表サクセス」（メインシナリオ）をベースにしたオリジナルシナリオ。他のコラボシナリオの固有キャラクターも使用可能。
このシナリオの期間限定の「パワーアップ」は、円卓高校の限定ルート、恵比留高校などの期間限定の「パワーアップ」と同じく、セクション1開始時からシナリオが変わっているが、恵比留高校の期間限定の「パワーアップ」と同様、後述の新たな固有キャラクターに関わるイベントの追加や新たな結末の追加が主な変更で、シナリオの基本的な流れは大体同じである。「パワーアップ」が実施されている期間中、「パワーアップ」前のシナリオがプレイ不可となる。
イベキャラがその役割に応じた色・数字の「ロボカード」を持っており、この組み合わせにより練習効果が上昇するほか、デート等により得られる「スクラップ」とロボカードを消費することにより、消費したロボカードの数字固有の効果（体力回復や練習レベルUP等）を発動させることができる。また、ヒーローとの練習やデートにより得られる「プレミアムパワー」が一定値まで貯まると、次に出現するロボカードが「プレミアムカード」となり、その効果が上昇する。
期間限定で「パワーアップ」したシナリオでは、サポートデッキの追加に伴って、サポートデッキにセットしたイベキャラにも「ロボカード」を持つようになり、山札の枚数が増えて山札がなくなりにくくなった。ロボカードによる練習効果が大幅に向上したことで練習で得られる経験点が大幅に増えた他、消費したロボカードの数字固有の効果が一部変更・強化され、彼女キャラをデッキにセットすることでよりロボカードの効果（練習や固有の硬貨など）が更に向上するようになった。また「パワーアップ」前のシナリオにあったロボカードの「プレミアムカード」が出現しなくなった代わりに、全ての数字で扱われる「Pカード」が出現するようになり、これにより、揃いづらかったカード出来役のスリーカード、ハイナンバーなどが揃いやすくなった。また、ロボカードの練習は「パワーアップ」前では地区大会が始まる前の6月4週で終了となったが、「パワーアップ」したシナリオでは、甲子園決勝戦である8月3週までとなって最後までロボカードの練習が可能になった。なお、2025年5月29日のアップデートで、イベキャラによるイベントの発生率が向上して、イベントを最後まで進みやすくなった（アイテムの招き猫を使用した際は、更に向上する）。
期間限定の「パワーアップ」では、これまでと同様、サクセス専用特殊能力の「センス○」の効果が弱体化、所持可能な経験点の上限が各50000点までに設定され、サポートデッキが追加される。所持可能な経験点の上限とサポートデッキは、「パワーアップ」終了後に永続される。
6月1週終了時、野球部の存続をかけたヒーローとの試合があり、その試合に敗北または引き分けになると、『パワポケ7』のヒーロー戦と同様、敗北の結末を迎えられ、育成終了になってしまう。この試合は難易度が高かったことで、2021年3月3日のアップデートで監督評価が一定以上達した場合にのみ、夏の地区大会1回戦以降と同様、全員操作などの様々な試合操作形式が選べるようになった。なお、期間限定の「パワーアップ」ではヒーローとの試合が主人公達のチームが自動で勝利する定期イベントに変更され、育成終了にならなくなったが、代わりに、5月3週で条件を満たした場合にのみ、特別な定期イベントが発生するようになり、そのイベントで間違った選択肢を全て選ぶと、「パワーアップ」前と同じように、敗北の結末を迎えられ、育成終了になってしまう。
このシナリオでは期間限定の「パワーアップ」が実施しているかによって、イベキャラデッキで使用不可と途中で使用不能のキャラが異なり、通常ではレッドとピンクとブラックは6月1週の試合後、6月2週から退部していなくなり、途中で使用不能となる。「パワーアップ」が実施している期間中は、途中で使用不能だったレッドとピンクとブラックが最後まで使用できるようになった代わりに、雨崎優輝がイベキャラデッキで使用不可となる（『パワポケ13』のシナリオと同じ再現として、ライバルキャラとして関わるようになるため）。
固有キャラクターは『パワポケ7』の東優（遊撃手）とレッド（投手）とブラック（外野手）とピンク（遊撃手。2021年11月8日のアップデートにより、イベキャラで実装）とブルー（外野手とイエロー（三塁手）とグリーン（二塁手）に加え、『パワポケ8』の白瀬芙喜子（投手）、『パワポケ13』の雨崎優輝（投手）、『パワポケ4』の天本玲泉（マネージャー）、さらに、期間限定の「パワーアップ」より、雨崎の妹である雨崎千羽矢（『パワポケ13』より、マネージャー。）が新たに登場する。それ以外にアンヌ、鋼毅などのパワポケ出身のキャラも固有キャラクターとして扱われ、イベキャラデッキにセットして使用すると、超特殊能力のコツやロボカードの育成効率などのボーナスの効果が高まる。なお、2025年5月29日のアップデートで実装された[パワポケ]鋼毅をイベキャラデッキにセットして使用すると、そのキャラ専用のランダムイベントが発生するようになる。
また黒野鉄斎など『パワポケ7』の一部メインキャラ、『パワポケ13』の餅田浩紀と花丸高校配信以前のアプリに登場したパワポケ発キャラも登場する。この中でブルー、イエロー、グリーン、餅田、黒野はイベキャラの実装はされていない。なお、シナリオが実装される以前、イベキャラで実装されたブラック（外野手）をイベキャラデッキで使用すると、一部イベントが変化する。
討総学園
2021年7月21日より実装。シナリオが実装される以前、アスレテース高校の対戦相手としての固有キャラクターはキリルのみ（イベキャラの実装も先行配信）であったが、討総学園のシナリオが実装されると同時に、他の固有キャラクターが登場するようになった。
アスレテース高校の因縁の相手である討総学園高校で、この高校は厳しい競争システムを採用されており、選手同士が切磋琢磨し、レベルの高い環境で自分を磨けると校長の理念に賛同し、入学した主人公であったが、常にチームメイトは競い合っていて、弱いものは即退部させられるという厳しい環境であった。主人公は生き残りながら、甲子園優勝を目指す。
イベキャラを含む全てのチームメイトに闘気と所持経験点が設定されており、所持経験点は練習コマンドでチームメイトと一緒に練習すると、一緒に練習したチームメイトに所持経験点が増えて、スペシャルタッグ練習では所持経験点が大幅に増えるようになる。闘気は練習コマンドなどで経験点が増えると闘気も増え、主人公では能力アップコマンドで能力を上げた結果に応じて、闘気が増減されるようになる。スタート時のイベキャラの所持経験点と闘気はレアリティが高いほど多い状態から始まるようになっている。
全てのチームメイトが持っている所持経験点は、専用コマンドの「1VS1練習」を選ぶことで所持経験点を横取りすることが出来、各練習にランダムで決定された対戦相手のチームメイトが1人ずつ設定され、主人公と対戦するチームメイトの闘気と比べ合って、闘気を上回った方が勝利となって、対戦相手が持っている所持経験点を大量に横取りすることができると同時に、闘気を上げることも可能。横取り可能な経験点は、選んだ練習によって決まっていて、決まった種類の経験点が貰えるようになっている。1VS1練習では怪我率がない代わりに下剋上率があり、怪我率と同じように残り体力が少ないほど下剋上率が上昇して、下剋上率が高い状態で1VS1練習を実行すると下剋上が発生して、下剋上が発生すると闘気に関係なく対戦相手の勝利になってしまう。逆に、低確率で主人公にも下剋上が発生することがあり、発生すると主人公が勝利することがある。
イベキャラの彼女キャラ（選手兼彼女キャラ、スタッフキャラ、相棒キャラは無効）に専属マネージャーがあり、専属マネージャーになると、練習コマンドと1VS1練習で体力消費を減らすことが出来て貰える経験点が増えて、練習コマンドでの怪我率を下げたり、1VS1練習での下剋上率を下げることが可能で、初回のみ彼女キャラの評価を大幅に上げることが可能。スタート時はランダムに1人チームメイトが専属マネージャーになっていて、彼女キャラを専属マネージャーにするためには、1VS1練習で専属マネージャーになっているチームメイトと対決して、勝利することで専属マネージャーになることが可能。なお、片桐恋などの一部の彼女キャラはスタート時から主人公の専属マネージャーになっているキャラがいる。
各セクション終了時（セクション4のみ6月4週終了時）に闘気が少ない下位5位による退部通達があり、下位5位に選ばれたチームメイトはそのセクションで退部となっていなくなる他、下位5位の中にデッキにセットしている選手のイベキャラ（選手兼彼女も含む）と転入生の選手キャラがいると、経験点を取得した後にそのキャラはいなくなってしまう（イベキャラの場合は貰える経験点は大きい）。イベキャラが退部すると、そのキャラのイベントは以後、一切発生されなくなる（エピローグのイベントも発生しない）。また、主人公が下位5位に入ってしまうと即退部され、途中で育成終了になる。
セクション2以降、セクション開始時に退部でいなくなった選手5人との入れ替えで転校生が5人やってきて、その中で2人はイベキャラの有名転校生として登場する。有名転校生はイベキャラ図鑑に登録されている別バージョンを除いて、通常バージョンのイベキャラからランダムで5人の候補が選ばれて、その中から2人を有名転校生として選択する。イベキャラごとに「影響」というスキルが持っており、入部時に経験点を増加するなどの様々な効果が発揮する。有名転校生は基本的にレアリティが高いほど候補の出現率が高く、初期で所持している経験点が大きくなる。
期間限定で「パワーアップ」したシナリオでは、基本的なシステムにほとんど変更はないが、練習コマンドや1VS1練習で得られる経験点が大幅に増え、セクション開始時に選ぶ転校生にある「影響」のスキルの効果が一部を除いて、効果が大きくなるように変更された他、固有キャラの忠主がイベキャラデッキにセットして使用することで、スタート時から主人公の専属マネージャーになるようになって、より強い選手を育成できるようになった。
期間限定の「パワーアップ」では、これまでと同様、サクセス専用特殊能力の「センス○」の効果が弱体化、所持可能な経験点の上限が各3000点までに設定され、サポートデッキが追加される。所持可能な経験点の上限とサポートデッキは、「パワーアップ」終了後に永続される。
このシナリオでは、シナリオの進行上、真開彩葉がイベキャラデッキで使用不可。
固有キャラクターはキリル・フォスター（投手）、シュバリエ（捕手）、佐渡摩智（二塁手）、宮田良哉（外野手）、忠主七緒（マネージャー）に加え、2021年12月24日のアップデートにより佐渡摩智の姉の佐渡至皇理（遊撃手）がイベキャラの実装と同時に追加（追加された当初は固有キャラクター扱いではなかったが、期間限定の「パワーアップ」より固有キャラクター扱いに昇格した）。さらに、期間限定の「パワーアップ」よりケヒャール（投手）が新たに追加。この中で至皇理はイベキャラが実装される以前、恵比留高校の「パワーアップ」のシナリオでの夏の地区大会決勝戦の対戦チームとしての討総学園で初登場し、初登場時のポジションは投手であった。
エジプト高校
2021年11月25日より実装。
『パワプロ2020』から移植したシナリオ（固有選手の追加とイベント内容調整など変更がある）、詳細はeBASEBALLパワフルプロ野球2020＃エジプト大学を参照。
固有キャラクターは『パワプロ2020』と同様、ホールスアン4世（投手。2022年2月3日のアップデートにより、イベキャラで実装）、ヌウビス（一塁手）、ニャプテト（二塁手）、セティーヌ（外野手。スタジアムイベントの「全国迎春野球大会2022」の報酬により、イベキャラで実装）、ラミィ（マネージャー）の5人に加え、日向らら（捕手）、建石十斗（遊撃手）が新たに登場する（この2人にはボイスは実装されていない）。ニャプテトはエジプト高校のシナリオが実装される以前、2021年8月に開催されたスタジアムイベントの「夏の熱血甲子園大会2021」の報酬のイベキャラとして先行配信された。なお、イベキャラのヌウビス、ニャプテト、セティーヌ、建石の4人は、レアガチャから排出停止となっている。
2022年1月18日より実装された『遊戯王』のコラボキャラをイベキャラデッキにセットして使用することで、固有キャラクターと同様に発掘などのボーナスの効果が高まる。ただし、固有キャラクター扱いではないため、固有キャラクターによる超特殊能力のコツは得られない。
桃太郎電鉄高校
2022年3月14日より実装された『桃太郎電鉄（桃鉄）シリーズ』とのコラボレーションシナリオで、『桃太郎電鉄 〜昭和 平成 令和も定番!〜』をベースにしたオリジナルシナリオ。他のコラボシナリオの固有キャラクターも使用可能。
このシナリオより、イベキャラデッキにサポートデッキが新たに追加され、以後、新しく追加されるシナリオ、シナリオの「パワーアップ」が実装されると同様に追加される。桃太郎電鉄高校以前のシナリオでは、サポートデッキが使用できないが、シナリオの「パワーアップ」が実装されると、「パワーアップ」終了後も永続して使うことが出来る。
固有キャラクターは『桃鉄シリーズ』に登場する桃太郎（捕手。2022年3月開催の「春の熱血甲子園大会」の報酬のイベキャラで実装）、夜叉姫（外野手。2022年4月21日のアップデートにより、イベキャラで実装）、貧乏神（投手。2022年4月21日のアップデートにより、イベキャラで実装）の3人に加え、山堅太郎（投手）、猿川捻二（投手）、雉田直実（マネージャー）の3人の本作オリジナルキャラクターが登場する。さらに、ランダムイベントにはアンドロメダ学園高校よりDJB-K、戦国高校よりおしるこ姫、ワールド高校よりギャネンドラが登場する。なお、イベキャラの猿川のみ、レアガチャから排出停止となっている。
2022年4月開催の桃鉄シリーズとコラボしたスタジアムイベントの「さいころパレード」の報酬で、神楽坂の別バージョンの神楽坂社長が実装され、このキャラをイベキャラデッキにセットして使用することで、固有キャラクターと同様にボーナスの効果が高まる。さらに、固有キャラクターとして扱われるため、固有キャラクターによる超特殊能力のコツを得ることができる。
金剛連合
2022年7月19日より実装。シナリオが実装される以前、久里と鈴原の2人の固有キャラクターが実装に先駆けて、それぞれのイベントにて先行で登場し、エジプト高校の定期イベントで久里、支良州水産高校の3度目の「パワーアップ」でのランダムイベントで鈴原が登場した。
エースの久里を率いる源塊原高校に所属していた主人公たちであったが、主人公が2年生になると部員が激減したことにより、公式戦などの試合をするどころか、まともに練習することすらできない状況となり、甲子園の出場とプロに入団することを諦めたのであった。同じく、双流滝高校、築石岬高校、片寄峠高校の3校も部員不足で試合ができない状況だった。そこで、片寄峠高校に所属しているマネージャーの鈴原の提案で、4校を1つのチームで結成した「金剛連合」として生まれ変わったのであった。最初はバラバラだったチームメイトであったが、それぞれの高校が持つ独自の練習メソッドを生かし互いに切磋琢磨することで甲子園を目指す。
このシナリオからサクセス専用特殊能力の「センス○」の効果が弱体化（割引される経験点が10%→1％に変更）される代わりに、得られる経験点が大幅に増加したことにより、「センス○」と同等の強い選手を育成可能になった。さらに、イベキャラデッキのサポートデッキに2体までセットできるようになった。これらの仕様は、今後追加予定の新シナリオ、シナリオの「パワーアップ」も適用される（金剛連合以前のシナリオは従来通りの効果である）。
このシナリオではライバルとして関わる才賀侑人、烏丸剛充、木場嵐士（別バージョンも同様）の3人がイベキャラデッキで使用不可。
固有キャラクターは源塊原高校の久里武尊（投手）、双流滝高校の古羽流登（外野手）、築石岬高校の織部実留（捕手）、片寄峠高校の鈴島紫音（マネージャー）。
天盟高校
2022年11月24日より実装。シナリオが実装される以前、円卓高校の期間限定のパワーアップ以降のシナリオでの甲子園2回戦の対戦相手としてランダムで登場し、金剛連合のシナリオでの甲子園決勝戦では高原の固有キャラクターが新たに登場し、天盟高校のシナリオが実装されると同時に、高原以外の他の固有キャラクターが登場するようになった（高原以外の一部の選手はモブとして登場していた）。
天盟高校の野球部に所属している主人公達は日々練習に取り組んでいたが、主人公が2年生になった夏の地区大会で早々と敗退してしまう。最後の1年となった主人公達は決意を固めて、甲子園優勝祈願のためにとある神社へやってきた。主人公は甲子園優勝の願いを込めた野球のボールを携えていて、主人公達は神社で参拝すると、突如神様が「お前の願い…受け取ったぞ!」と言って願いが叶ったかのように、主人公が持っていた願いのこもった野球のボールが消えてしまう。主人公達は願いを込めた野球のボールを夜になるまで必死に探すも、どこにも見つからなかった。この願いがきっかけで、天盟高校の野球部が神様たちによって、運命が大きく変わることに…。
このシナリオもサクセス専用特殊能力の「センス○」の効果が弱体化、フリート高校の期間限定の「パワーアップ」のシナリオと同様に所持可能な経験点の上限が各3000点までに設定されている。
このシナリオ以降に実装されたイベキャラに新たに、サポートデッキ専用ボーナスの「獲得経験点上限」が追加され、「獲得経験点上限」のボーナスを持ったイベキャラをサポートデッキにセットすることで、練習コマンドで1度に得られるそれぞれの経験点を999点以上獲得することが可能となった。ただし、所持可能な経験点が各999点までとなっているシナリオ、サポートデッキが使用できないシナリオでは適応されず、所持可能な経験点が各999点までのシナリオで「獲得経験点上限」のボーナスを持ったイベキャラをサポートデッキにセットしても無効となる（期間限定の「パワーアップ」で実装された場合は適応されるようになる）。
固有キャラクターは高原曲（投手。2023年1月開催の「全国迎春野球大会2023」の報酬のイベキャラで実装）、敷上マニィ（三塁手）、戸草鏡（遊撃手）、天宮果也乃（外野手）、天宮コトハ（相棒キャラ）の天盟高校に所属する5人に加えて、火の神のホノカヅチ、水の神のワダミズハ、雷の神のミノカヅチ、風の神のシナトシラ、大地の神のハニヤモチ、光の神のヒアルカの6人の神様も登場する。この中で6人の神様は、現時点でイベキャラで実装はされていない。
彩菊花高校
2023年2月20日より実装。シナリオが実装される以前、フリート高校の期間限定の「パワーアップ」のシナリオでの地方大会決勝後のイベントで時任の固有キャラクターが登場し、天盟高校のシナリオでの甲子園決勝戦の対戦相手として登場したことを経て、彩菊花高校のシナリオが実装されると同時に、時任以外の他の固有キャラクターが登場するようになった（時任以外の一部の選手はモブとして登場していた）。
「脳科学によって人間の隠れた力を引き出す」という教育方針の彩菊花高校は、カリキュラムのほとんどが脳の力を引き出すトレーニングが主流で、文化部は全国レベルの成果をあげていた。しかし、文化部が優れている一方で、体育部には力を入れておらず、野球部に入部している主人公達は非常に弱く、練習機材がボロボロになっているなどで練習環境が最悪な状況となって、まともに活動できる状況ではなかった。主人公が2年生になったその時、新しく就任することになった監督の照木静音によって転機が訪れる。「脳の発達のためには、規則的で目的のある肉体訓練が必要だ！ 脳科学の進歩のために、甲子園大会で優勝するぞ！」と言った新監督の照木が、新しい練習機材を導入して練習環境を改善し、さらに特殊選抜学科に所属する「エリート超能力者」と呼ばれる生徒達を野球部に入部して、新体制になった野球部であったが、入部してきた特殊選抜学科の生徒達は未来予知やタイムストップ、テレパシーなどの超能力を持っているというとんでもない生徒達であった。こうして、主人公達も超能力を活かし始め、主人公は超能力を活かして、甲子園の出場とプロ入団の目標を目指すのであった。
このシナリオもサクセス専用特殊能力の「センス○」の効果が弱体化、所持可能な経験点の上限が各3000点までに設定されていたが、期間限定の「パワーアップ」から所持可能な経験点の上限が帝王実業高校と同様、各50000点までに大幅に増量された。
固有キャラクターは泉谷未来（投手）、物茂渡（二塁手）、時任幽平（外野手）、蔦枝心音（マネージャー）、照木静音（監督）に加え、2023年2月27日のアップデートで田中将大プロデュースのルーカス・ジョンソン（捕手）が追加。さらに、期間限定の「パワーアップ」より官堂伊春（三塁手）が新たに追加。この中で照木のみイベキャラで現時点で未実装。
大筒高校
2023年7月18日より実装。シナリオが実装される以前、SG高校のシナリオなどの相手チームとして登場した当初、固有キャラクターは冴木のみ（イベキャラの実装も先行配信）であったが、彩菊花高校が実装されると、ヤールゼンが新たな固有キャラクターとして登場し、大筒高校のシナリオが実装されると他の固有キャラクターが追加された（冴木、ヤールゼン以外の一部の選手は、モブとして登場していた）。
全国トップレベルの攻撃力を持つが、細かいプレーなどの守備面が苦手という噂がある大筒高校。そのことを承知の上で大筒高校に入学した主人公は、「守備面の弱点を克服すれば、甲子園もプロも夢ではない！」と想いを込めて野球部に入部。主人公と同じく野球部に入部した女性選手の冴木創は、部員達に向けて「この野球部に新しい風を吹き込もうと思っています!」と意気込むように言って、入部と同時にキャプテンに指名される。これには期待すると思いきや、部員達は冴木がキャプテンに就任したお祝いで、お祭り騒ぎを始めたのであった。大筒高校の野球部にはもう1つの噂として、主人公や冴木などを除くほとんどの部員が「学力の低い物凄いバカばかりいる」という噂があるのであった。練習の方針も引き続き打撃などの攻撃面に重視した練習を組むようになってしまい、結果的にほとんど変わらない野球部であった。このままでは甲子園の出場も、プロ入りもできないことで、主人公達は野球部を生まれ変わらせるために、とある作戦を実行するのであった。
このシナリオもサクセス専用特殊能力の「センス○」の効果が弱体化される。
このシナリオから所持可能な経験点の上限がさらに引き上げて、経験点が各5000点までに設定されるようになって、より多くの経験点を持つことが可能になった。この仕様は、今後追加予定の新シナリオ、シナリオの「パワーアップ」も適用され（大筒高校以前のシナリオは適応されず、今まで通り経験点は各999点までのままとなる）、所持可能な経験点の上限はシナリオごとに決まっている。
このシナリオでは、シナリオの進行上、真開伊瑠花と、『チェンソーマン』のコラボキャラのマキマは、イベキャラデッキにセットできない。
固有キャラクターはテキート・ヤールゼン（投手）、冴木創（二塁手）、宇佐崎詠子（遊撃手）、井伊野嘉元（外野手）、鹿莫翔太（捕手）、大鵬和正（理事長）。この中で大鵬のみ、現時点でイベキャラで実装はされていない。また、見た目がモブの選手になるが、サッカー部やバドミントン部などの各部活動には、名前が設定されたエリート部員が20人登場する。
ゲノム大学付属高校
2023年11月27日より実装。シナリオが実装される以前、フリート高校のシナリオなどの相手チームとして登場した当初、固有キャラクターは明神のみ（イベキャラの実装も先行配信）であったが、大筒高校が実装されると、竹内が新たな固有キャラクターとして登場し、ゲノム大学付属高校のシナリオが実装されると他の固有キャラクターが追加された（明神、竹内以外の一部の選手は、モブとして登場していた）。
ゲノム大学附属高校の歴史はないが、大企業がバックに付いており、スポーツ施設は充実、研究のスポーツ応用も積極的と知った主人公は入学し、野球部に入部。充実した日々が続いていたが、突如監督が辞任して、新しく入った来間が監督を務めることとなる。新監督の人体や細胞などの知識によって開発されたゲノムフレグランスで、野球部のチーム力は向上して、さらに優秀な後輩たちが入部する。しかし、夏の大会を控えたある日、尾上が異変によって獣人の姿に変身してしまい、新監督を務める来間の手によって、ここから野球部の驚く変化が始まろうとしていた…。
このシナリオもサクセス専用特殊能力の「センス○」の効果が弱体化、所持可能な経験点が各5000点までに設定されている。
このシナリオでは、シナリオの進行上、霧崎礼里、往田真威人、真開彩葉、真開伊瑠花の4人は、イベキャラデッキにセットできない（別バージョンも同様）。
固有キャラクターは明神陽（投手）、夜神極（投手。2024年1月開催の「全国迎春野球大会2024」の報酬のイベキャラで実装）、瀧上輝汐（外野手）、竹内脅人（外野手）、尾上亜月（捕手）、来間唯良（監督）。この中で来間のみ、現時点でイベキャラで実装はされていない。
ほかほかホリデー高校
2024年2月26日より実装。
甲子園出場とプロ入りを目指すためにほかほかホリデー高校へ入学し、野球部へ入部した主人公であったが、山奥にある高校ながらマリンスポーツに力を入れており、主人公と矢部くん以外の部員たちはマリンスポーツに力を入れており、野球の練習をまともにしていなかった。激怒した主人公は部員たちに野球で勝負するも、部員たちは野球能力が高いことに圧勝されて、説得に失敗したのである。だが、ある日突然、高校が海の近くに移転することとなって、これからはマリンスポーツと野球を両方気軽にできることに喜ぶ部員たちで、主人公はマリンスポーツを活かして能力を伸ばして、甲子園出場とプロ入りを目指すことに決心したのであった…。
このシナリオでの練習コマンドは野球ではなく、マリンスポーツに変更され、イベキャラに設定されている得意練習は全て設定されず、得意練習を持たない状態で開始される（ただし、一部の選手キャラは初めから得意練習を持っている）。得意練習を設定するためには、スペシャルタッグを発動可能になった際、得意練習がない状態で一定確率でマリンスポーツを実行することで、実行したマリンスポーツが以後、その練習が得意練習となる。条件を満たすと、2つ目の得意練習を習得可能で、同様の条件を満たすことで2つ持ちの得意練習になる。
マリンスポーツのレベルアップは、マリンスポーツを実行したりイベントを通じて、マリングッズを入手でき、特定のマリングッズを組み合わせることで、対応したマリンスポーツのレベルを上げることが出来、特別なマリングッズの浮き輪を使うことで、色ごとに決まった浮き輪を使用することで、色に対応した経験点を追加で得られるようになる（例、赤の浮き輪だと、筋力の経験点がないマリンスポーツで使用すると、筋力の経験点を追加できる）。また、サポートデッキにセットしたキャラに応じて、最初からマリングッズを持った状態で始めることが出来、両打ちの選手キャラとシナリオの固有キャラクターではより多く得られる。なお、マリングッズは最大10個までストックできるが、10個以上に達すると自動的で古い順から破棄され、破棄されたマリングッズに応じた経験点を得て、新しいグッズに入れ替えられる（マネージャーの夏目の設定上、破棄するマリングッズを選ぶことは出来ない）。
イベキャラには天気属性があり、選手（選手兼彼女も含む）では打席位置、選手以外は彼女キャラなどのカテゴリーによって変化し、右打ちと相棒キャラは晴れ、左打ちとスタッフキャラは雨、両打ちと彼女キャラは変化なしとなり、マリンスポーツごとにいるキャラが持つ天気属性の数に応じて、気温が変化して、適応した気温が25度前後（23～27度の範囲）に近づけば練習効率が上がって経験点を多く得られ、適応した温度の範囲内であれば、効果がより高くなる。気温はイベントによってランダムで変化することがある他、特定の時期に大寒波、灼熱であるサーフィン星人が発生することがあり、それぞれ適応した気温まで達すれば、大量の経験点を獲ることができる。ただし、気温が低くなりすぎたり、高くなりすぎたりすると練習効率が悪化して、気温の限界値に達してしまうと、マイナス特殊能力を得るデメリットを受けてしまう。
シナリオの中で特定条件を満たすと習得できる超特殊能力は、投手と捕手のみとなっており、捕手以外の全ての野手のポジションは、超特殊能力を1つも習得することが出来ないのが特徴で、これは期間限定の「パワーアップ」のシナリオを除いて、通常のシナリオではSG高校以来となる。
このシナリオでは、『チェンソーマン』のコラボキャラのマキマは、イベキャラデッキにセットできない。
このシナリオもサクセス専用特殊能力の「センス○」の効果が弱体化となっている。所持可能な経験点は当初、各5000点までに設定されていたが、オリジンサクセスの導入に伴って大幅に増量され、各30000点まで所持可能になった。
固有キャラクターは休森遊（投手）、白浜浅海（投手）、東風平晴来（捕手）、夏目鳳梨（マネージャー）、砂布因誠司（理事長）。この中で砂布因のみ、現時点でイベキャラで実装はされていない。
帝王実業高校
2024年7月11日より実装。シナリオが実装される以前、ほかほかホリデー高校のシナリオなどの相手チームとして登場し、帝王実業高校のシナリオが実装されると同時に新たな固有キャラクターと、激闘第一高校に所属していた友沢と蛇島が追加された。
『パワプロ13』（及び、『パワプロ13決定版』）からのシナリオであるが、固有キャラの追加・変更・削除と、イベントなどが全てが変わって、内容は別物になっている。詳細は実況パワフルプロ野球13#帝王実業高校を参照。
弐土監督率いる帝王実業高校野球部は、厳しい練習に裏付けられた高い実力で、甲子園大会に何度も出場する程の常連で強豪校。主人公は練習環境と野球部の実力などに憧れて入部して、野球部には優秀なチームメイトが多く所属し、特に山口賢がエースとして活躍して、部員たちは全国の頂点に向けて、チームメイトと共に毎日厳しい練習を励んだ。野球部は例年通り甲子園出場していき、主人公が2年生になった夏、前評判通り今回も甲子園に出場できそうであった。ところが、甲子園出場をかけた夏の地方大会の決勝戦、先発として登板したエースの山口が試合中に肩を故障して、投球できなくなってしまい、チームメイト達はその事実を知ると意気消沈となり、敗退して夏の甲子園出場を逃した。故障した山口はリハビリのために戦線離脱となり、事態を重く見た監督は、選手たちに厳しい練習制限を課した。この状況で名門校としての強さを保てるのかを不安になった主人公達は、河川敷で独自練習を始め、チーム内の競争で実力を競い始めたのであった…。
育成可能な選手が野手だけとなって、シナリオの中で特定条件を満たすと習得できる超特殊能力は全て野手のみ構成されており、初めて投手を育成することが出来ないシナリオとなっている（守備位置の選択で、投手だけ選択できなくなっている）。
このシナリオでは、シナリオの進行上、山口賢（別バージョンも同様）がイベキャラデッキで使用不可。
このシナリオもサクセス専用特殊能力の「センス○」の効果が弱体化となっている。このシナリオから所持可能な経験点がさらに増量され、各50000点までに設定された。
固有キャラクターは『パワプロ13決定版』と同様、山口賢（投手）、久遠ヒカル（投手）、犬河和音（投手）、猫神優（捕手）、蛇島桐人（二塁手）、友沢亮（遊撃手。シナリオ実装と同時に別バージョン[帝王実業]も実装。）、猛田慶次（外野手）と、『パワプロ11決定版』の「帝王大学」で登場した弐土乃（監督）に加え、楠糸律（投手）、峰本遊児（二塁手）、石張理（三塁手）の3人が新しいキャラクターとして登場する。代わりに、『パワプロ13決定版』で登場した門楼マリ、月備十三、丸太刀矢、守木独斎は登場しない。また、激闘第一高校で所属していた友沢と蛇島が帝王実業高校に移ったことに伴い、夏の地方大会決勝戦や甲子園決勝戦の対戦相手で帝王実業高校と対戦するシナリオでは、夏の甲子園大会2回戦にてランダムで対戦することがある激闘第一高校は出現しないようになっている。
固有キャラクターの中で、イベキャラの犬河と猫神と猛田の3人は、レアガチャから排出停止となっていて、さらに、蛇島は特別なガチャ券とレアガチャを除いた全てのガチャから完全排出停止となっている。ただし、蛇島は2024年7月29日に実施されたBOXガチャの報酬として、別バージョン[帝王実業]蛇島桐人が実装された。
白轟高校
2024年11月25日より実装されたパワプロアプリ10周年を記念したシナリオ。シナリオが実装される以前、北雪高校などの相手チームとして登場する固有キャラクターは北斗のみであったが、白轟高校のシナリオが実装されると同時に、他の固有キャラクターが登場するようになった。
北海道内で最強と呼ばれる強豪校の白轟高校であるが、野球部のキャプテンである北斗が肝心な時に不在がちで、なかなか練習方針が決まらず迷走して、チームメイト達とのチームワークが乱れていた。そんな中、鷹栖の提案で「他校の様々な練習法を取り入れる」という大胆な練習方針を考え出し、その練習方針で野球部を強くして、甲子園へ目指すことを目標に決定する。ようやくチームもまとまるかに思われたが、北斗は練習方針に納得できないことに問題が起こる…。
コラボシナリオを除いて、これまでシナリオになっていた高校ごとの練習、システムが「ダイナミック練習法」、「アシスト練習法」として総登場し、10周年に相応しい内容となっている。この2つの練習法で選手を育成していき、サポートデッキに対応した高校キャラをセットした状態で始めると、初期からそれぞれの練習法で追加することが出来る（ただし、追加できるのは各1つまでで、2つ以上は追加できない）。
「ダイナミック練習法」は高校ごとに対応した経験点が設定され、イベキャラのスペシャルタッグとダイナミック練習法を担当したチームメイトと重なると発動し、大量の経験点を獲ることが出来、高校ごとに対応した経験点では補正が大きく、より多く経験点を得られる。ただし、発動させるためには結束エネルギーが必要となり、「ダイナミック練習法」が発動できる状態になっても、結束エネルギーが不足した場合は発動しない。結束エネルギーはイベキャラのコツとスペシャルタッグが発動などで結束エネルギーが貰える量が変化して、ダイナミック練習法が発動すると高校に応じた必要な結束エネルギーの消費量が変化して、増加量と消費量の結果に応じて結束エネルギーが増減される。また、「ダイナミック練習法」が実行できるのは各高校で5回までで、5回実行するとその高校のダイナミック練習法はできなくなるが、終えると各経験点を大量に獲ることが出来、残り回数が少ないほど得られる経験点が増量する補正がかかるようになっている。
「アシスト練習法」はケガ率の変化、必要な結束エネルギーの消費量を軽減、練習で得られる経験点が増える代わりに休むコマンドは使用不可など、様々な補助効果を持った高校が登場する。それぞれの「アシスト練習法」には相性があり、適した組み合わせであれば、アシスト練習法を上手く実行することが出来るが、逆に相性が悪いと不利になることがある。アシスト練習法を設定できるのは1度に2つまでで、最大8ターンまでとなっており、8ターン終えるとその高校のアシスト練習法は実行できなくなる代わりに、各経験点を大量に得ることが出来る。また、アシスト練習法を実行してから1ターン経過すると早期終了を選択することが出来、早期終了を選んだ高校のアシスト練習法は実行できなくなるが、すぐに新たな高校のアシスト練習法を実行することが出来る。通常はアシスト練習法の切り替わりは上から順番に実行されるが、特定のターンではどれか1組の順番を入れ替えたり、シャッフルして入れ替えることがどちらか1度だけ出来る。
このシナリオもサクセス専用特殊能力の「センス○」の効果が弱体化、所持可能な経験点の上限が各50000点までに設定されている。
固有キャラクターは北斗八雲（投手）、剣淵由仁（捕手）、鷹栖礼文（遊撃手）、紋別青葉（外野手）、羊ヶ丘千歳（マネージャー）で、この中で剣淵のみイベキャラの実装はされていない。
長命高校
2025年7月22日より実装。
プロ野球選手になることが夢を持つ主人公は、プロ入りするための実力を得るだけでなく、怪我なく健康でいることも大事であることで、高校の名前を見て良さそうなことと思い、長命高校に入学して野球部に入部した。ところが、入学した直後、理事長が「生命の危機に直面した時、身体能力が限界まで発揮できる」ことを言って、「長命島」と呼ばれる無人島でサバイバル生活を行うことになってしまい、しかも、長命島は10年程前に、凶暴な生物たちが住み着くようになり、非常に危険な島となっていた…。こうして主人公は、チームメイトと共に、命がけのサバイバル生活をしながら、強く鍛え始めるのであった…。
このシナリオもサクセス専用特殊能力の「センス○」の効果が弱体化、アスレテースの期間限定の「パワーアップ」のシナリオと同じく、所持可能な経験点の上限が各80000点までに設定されている。
固有キャラクターはガナル・波羅（投手）、ゼルヴィー・ハイゼンベルク（投手）、久留米美加（捕手）、久留米神作（理事長・監督）。この中で神作のみ、現時点でイベキャラで実装はされていない。

## 登場人物
登場人物の守備位置は最初がメインポジションでその他はサブポジション。イベキャラではない人物は●。
パワプロ
主人公。男性。
矢部明雄
主人公の相棒。外野手。右投右打。
青道高校と北雪高校以外では相棒を務める。性格が災いして他部員からは呆れられることも。
ダイジョーブ博士
謎の博士。
セクション1～3のどこかで一定確率で主人公に会い手術を勧めてくる。持ち込みアイテムの「ダイジョーブ博士のメス」があれば、必ず登場。
手術の成功、失敗の確率は今まで通りであるが、持ち込みアイテムの「ダイジョーブの成功手形」があれば、全ての手術で必ず成功し、「ダイジョーブ博士のメス」を持った状態だと、手術に失敗してもデメリットを受けない。
影山秀路（かげやましゅうじ）
スカウト。
試合で活躍したり彼のもとで練習したりすることで評価を上げると、ドラフトで指名。評価が高いとドラフト上位で指名され、獲得する経験値も増える。
安内なみき（あんないなみき）
パワプロアプリの案内役。ほかほかホリデー高校ではバカンスに出ている設定で、登場しない。
パーちゃん
チャンピオンシップスの案内役。本名は破山葉月(はやまはつき)。
ワーちゃん
チャンピオンシップスの案内役。本名は若松和歌菜(わかまつわかな)。

### パワフル高校
星井 スバル（ほしい すぱる）
投手。右投右打。
主人公と同学年。主人公の幼馴染。パワフル高校編では覇堂高校から転入してくる。真面目で女子ファンも多いが負けず嫌いなところがあり、一度負けると勝つまで勝負を挑んでくる。
投手としてはまとまった能力をしており、カーブ方向に鋭く落ちるフォークのオリジナル変化球、スタードライブを持つ。ただ打たれ弱いところがあり、度々ネタにされている。
宇渡 幹久（うど みきひさ）
一塁手、外野手。右投右打。
主人公と同学年。大柄だがかなり弱気な性格。声だけは大きく、大声で弱音を吐くというカオスな一面がある。
ミートは低いがパワーは高いパワーヒッター。
小田切 巧（おだぎり たくみ）
遊撃手、三塁手。右投両打。
主人公の1つ下。金髪で三白眼。モノマネが得意で一度あった相手ならすぐモノマネできる。児島英治という野球選手に熱狂的に憧れており、プレーは彼のモノマネ。
パワーは無いがバランスがあり能力特能共に攻守が光る選手。
京野 小筆（きょうの こふで）
マネージャー。彼女候補。
眼鏡をかけている。大人しくて引っ込み思案であり、顔が合うとすぐノートで顔を隠す。
筆まめなところがあり、野球に関するノートを日々取っており、その観察眼は高い。
大杉（おおすぎ）
監督。

### 瞬鋭高校
烏丸 剛充（からすま たけみつ）
投手。左投右打。
赤髪でごつい顔。感情をすぐに態度に出し、他人を見下すことが多い。格下の相手には強いが格上の相手には勝負を避ける。実はこう見えて学業成績が良い。
豊富なスタミナと3球種の変化球を持つ。
才賀 侑斗（さいが ゆうと）
三塁手、一塁手。右投左打。
長い青髪が特徴。実力あるスラッガーだが協調性に欠け、自身も他人に興味を示さない。
ミートBパワーAと打撃力は高く、他能力も高い。
小平 陽向（こだいら ひなた）
二塁手、遊撃手。右投左打。
主人公の1つ下。銀色の髪で童顔。人当たりがよく礼儀正しいが背が低いことを気にしており、茶化されると怒る。
弾道はないがオールCとバランスに優れている。
春野 千優（はるの ちゆう）
マネージャー。彼女候補。
心配性な所があり、他人に気を使いがち。通販でよく健康グッツを買っている。将来の夢はアスレティックトレーナー。
南野（みなみの）
監督。
巌巳（いわみ）
新コーチ。

### 北雪高校
矢部田 亜希子（やべた あきこ）
外野手。右投右打。
美園 千花（みその ちか）
捕手、一塁手、外野手。右投右打。
小嵐 リョウ（こあらし りょう）
遊撃手、二塁手。右投右打。
八尺 巫女子（はっしゃく ふみこ）
外野手、一塁手。右投右打。
明星 雪華（あけほし せつか）
マネージャー。
円城寺 理香子（えんじょう じりかこ）
北雪高校理事長兼野球部監督。

### 青道高校
ダイヤのAも参照。
沢村 栄純（さわむら えいじゅん）
投手。左投左打。
降谷 暁（ふるや さとる）
投手、外野手。右投右打。
御幸 一也（みゆき かずや）
捕手。右投左打。
小湊 春市（こみなと はるいち）
二塁手。右投右打。
金丸 信二（かねまる しんじ）
三塁手。右投右打。
東条 秀明（とうじょう ひであき）
投手、外野手。右投右打。
倉持 洋一（くらもち よういち）
遊撃手。両投両打。
川上 憲史（かわかみ のりふみ）
投手。右投右打。
前園 健太（まえぞの けんた）
一塁手。右投右打。
白州 健二郎（しらす けんじろう）
外野手。右投左打。
結城 哲也（ゆうき てつや）
一塁手。右投右打。
伊佐敷 純（いさしき じゅん）
外野手。右投右打。
増子 透（ますこ とおる）
三塁手。右投右打。
小湊 亮介（こみなと りょうすけ）
二塁手。右投左打。
丹波 光一郎（たんば こういちろう）
投手。右投右打。
滝川・クリス・優（たきがわ・クリス・ゆう）
スタッフ。
吉川 春乃（よしかわ はるの）
マネージャー。
片岡 鉄心（かたおか てっしん）
監督。
落合 博光（おちあい ひろみつ）
コーチ。
奥村 光舟（おくむら こうしゅう）
捕手。右投右打。
新・青道高校編にのみ登場。
由井 薫（ゆい かおる）
捕手。右投左打。
新・青道高校編にのみ登場。
結城 将司（ゆうき まさし）
外野手。右投右打。
新・青道高校編にのみ登場。
瀬戸 拓馬（せと たくま）
二塁手。右投左打。
新・青道高校編にのみ登場。
浅田 浩文（あさだ ひろふみ）
投手。左投左打。
新・青道高校編にのみ登場。
渡辺 久志（わたなべ くさし）
外野手。右投右打。
新・青道高校編にのみ登場。

### SG(セキュリティーガード)高校
桜ノ宮 総司（さくらのみや そうじ）
捕手、外野手。右投右打。
伊貫 大和（いぬき やまと）
投手。右投右打。
森河 岳（もりかわ がく）
遊撃手、二塁手、三塁手。右投左打。
氷上 聡里（ひかみ そうり）
マネージャー。

### 覇堂高校
木場 嵐士（きば あらし）
投手。左投左打。
金原 いずる（かねはら いずる）
外野手。左投左打。
水鳥 拳（みずとり けん）
捕手、外野手。右投右打。
土門 季音（どもん きおん）
一塁手、二塁手、遊撃手。右投右打。
木場 静火（きば しずか）
マネージャー。
土門（どもん）
監督。

### 太平楽高校
浦賀 有也（うらが ゆうや）
二塁手、遊撃手。右投右打。
明るく爽やかだが実は腹黒。ただ腹黒い面が出るのはは印象操作の時だけであり、蛇島のように悪質なことはしない主義。将来の夢は政治家であり、コネを重要視している。
天城 隼（あまぎ しゅん）
投手。左投左打。
諸井 清和（もろい きよかず）
外野手、一塁手、二塁手。右投右打。
鴨川 しぐれ（かもがわ しぐれ）
マネージャー。
鬼河原（おにかわら）
新監督。

### 海堂学園高校
MAJORの項目も参照。
茂野 吾郎（しげの ごろう）
投手、一塁手。左投左打。

### ブレインマッスル高校
一条 一輝（いちじょう かずき）
一塁手、二塁手、三塁手、遊撃手。右投右打。
尾根 瑛人（おね えいと）
投手。左投右打。
納見 新造（のうみ しんぞう）
二塁手、遊撃手。
比良女木 美々（ひらめき びび）
マネージャー。

### くろがね商業高校
パワプロ2013も参照。
大鐘 餅太郎（おおがね もちたろう）
外野手、捕手、二塁手。右投右打。
銭形 乱蔵（ぜにがた らんぞう）
投手。右投左打。
宝塚 月斗（たからづか げっと）
遊撃手、二塁手、三塁手、外野手。右投両打。
祝井 幸吉（いわい こうきち）
三塁手、外野手。右投左打。
パピヨン（ぱぴよん）
投手、二塁手、遊撃手。右投両打。
賀真口 摩音（がまぐち まね）
マネージャー。
百屋 縁（ももや ゆかり）
マネージャー。

### ダン＆ジョン高校
須藤 零人（すとう れいと）
投手。右投右打。
バット＝円島（ばっと まるしま）
遊撃手、一塁手、二塁手、三塁手。右投両打。
兼倉 洋平（かねくら ようへい）
三塁手、外野手。
相良（さがら）
マネージャー。
光野 聖良（みつの せいら）
マネージャー。
条件を満たさないとイベキャラを入手できない。イベキャラデッキにセットすると、最初から固有キャラクターとして登場する。

### あかつき大附属高校
パワプロ9も参照。なお猪狩守を除くあかつき十傑は主人公と同学年になっている。
一ノ瀬 塔哉（いちのせ とうや）
投手。左投左打。
二宮 瑞穂（にのみや みずほ）
捕手。右投右打。
三本松 一（さんぼんまつ はじめ）
一塁手。右投左打。
四条 賢二（よじょう けんじ）
二塁手。右投右打。
五十嵐 権三（いがらし ごんぞう）
三塁手。右投右打。
六本木 優希（ろっぽんぎ ゆうき）
遊撃手。右投右打。
七井＝アレフト（なない＝あれふと）
外野手。右投左打。
八嶋 中（やしま あたる）
外野手。左投左打。
九十九 宇宙（つくも そら）
外野手。右投右打。
猪狩 守（いかり まもる）
投手。左投左打。
猪狩 進（いかり すすむ）
捕手。右投左打。
四条 澄香（よじょう すみか）
マネージャー。

### ヴァンプ高校
灰塚 朔夜（はいづか さくや）
遊撃手、三塁手。
内藤 明瑠（ないとう めいる）
一塁手、捕手。右投右打。
史門 泰司（しもん たいじ）
投手。右投両打。
神良 美砂（かみら みさ）
マネージャー。

### 天空中央高校
虹谷 誠（にじたに まこと）
投手。右投右打。
神成 尊（かみなり たける）
捕手、外野手。右投右打。
東雲 翔也（しののめ しょうや）
遊撃手、二塁手。右投両打。
虹谷 彩理（にじたに さいり）
マネージャー。

### 支良州水産高校
真黒 綱寛（まぐろ つなひろ）
投手。右投右打。
須々木 清吾（すずき せいご）
二塁手、三塁手、遊撃手。右投右打。
赤原 勘八（あかはら かんぱち）
捕手、一塁手、外野手。右投左打。
深見和仁 (ふかみ かずひと)
投手。右投右打。
1度目の期間限定の「パワーアップ」より登場。
真開 伊瑠花（しんかい いるか）
外野手。右打右打。
2度目の期間限定の「パワーアップ」より登場。
倉家 凪（くらや なぎ）
マネージャー。

### メカニクス産業高校
千賀 篤志（ちが あつし）
三塁手、二塁手、遊撃手。右投右打。
魁 竜司（さきがけ りゅうじ）
外野手、捕手。右投左打。
江暦 輝（えれき てる）
投手。右投右打。
NCM-753/ナゴミ
マネージャー。
凶塚 真世（きょうづか まよ）
監督。

### 鳴響高校
志藤 玲美（しどう れみ）
外野手。左投左打。
伊能 麗示（いのう れいじ）
投手。左投右打。
大越 清亮（おおごえ せいりょう）
遊撃手、二塁手。右投右打。
音吹 奏（おとぶき かなで）
マネージャー。
神成 拓斗（かみなり たくと）
吹奏楽部顧問。

### 円卓高校
登場人物は円卓の騎士から取られている。
阿麻 央真（ああさ おうま）
投手。右投右打。
キャプテン。金髪。感情を表に出すことがない寡黙。両親の愛を知らずに育ってか、他人の感情を読み取ることができず、無意識に他人を傷つけてしまうことも。自他共に厳しいが無意識に冗談を言ったり負けず嫌いな一面を見せることも。後に新バージョンの「キング 阿麻 央真」が登場。何かを引き抜いて先祖と同じ冠の髪型になった。
名前の由来はアーサー王。
155キロの直球に豊富なスタミナ、「怪童」「脅威の切れ味」の2つの金特、そして2球種の変化球に光りながら大きく早く落ちるフォークのオリジナル変化球、エクスカリバーを持つ。打撃も優秀であり足は遅いがホームランを狙える。
岸田 卓（きしだ たく）
一塁手、三塁手。右投右打。
大柄で緑のくせ毛。見た目に反して細かい事にこだわり、気配りも上手。阿麻がいない時は勝手にキャプテンを名乗っている。
ミートのでかい強打者。
ランスロット
投手。左投両打。
名前の由来はランスロット。
望戸 紅（もうど こう）
三塁手、一塁手、二塁手、遊撃手。右投右打。
黄緑の髪。阿麻は叔父（阿麻の姉の子）であり、心酔している。邪魔なチームメイトを追い出そうと策を巡らせることも。
名前の由来はモードレッド。
パワーと肩、守備力が高いが捕球力が少なくエラーをすることも。
久根 美亜（くね みあ）
マネージャー。
白髮でお嬢様結び。名家の嬢であり、常に黒沢というボディガードが使えている。穏やかで優しいく少し天然だが、いざという時は容赦がない。その様子から男女共に高い人気があり、「白い妖精」と呼ばれている
名前の由来はグネヴィア。
御厨 真歩（みくりや まほ）
マネージャー。

以下六人は円卓高校がサクセスで敵チームで登場したときのみに出るモブの選手。
賀上院（がゔぇいん）
外野手。
柄破戸（がらはど）
外野手。
鳥栖端（とりすたん）
遊撃手。
羽芝琉（ぱーしばる）
二塁手。
京（けい）
捕手。
辺泥美亜（べでぃびあ）
投手。

### 全力学園高校
逆境ナインも参照。
不屈 闘志（ふくつ とうし）
投手。左投右打。
新屋敷 章（しんやしき あきら）
遊撃手、二塁手。右投右打。
ハギワラ・リョウ
投手。
月田 明子（つきだ あきこ）
マネージャー。

以下の5人は顔グラはないものの固有の能力と名前を持つ。全員原作の全力学園高校の選手。
長嶋茂（ながしま しげる）
三塁手。原作と同じく高いバランスと優秀な特殊能力を持っている。
亀谷万年（かめや まんねん）
一塁手。原作と同じく一本足打法をしており、高い打撃力を誇る。
源完人（みなもと かんと）
捕手。原作と違い最初からチームに所属している。
山下鉄男（やました てつお）
外野手。原作と同じく俊足。原作と同じくハンダゴテをつかんで火傷をし試合に出られないイベントが有る。
山根小太郎（やまねこ たろう）
外野手。原作と違い最初からチームに所属している。

### 恵比留高校
闇野 栄剛（やみの えいごう）
投手。左投左打。
恵比留高校のエースでキャプテン。野球だけでなく頭も良く人当たりも良いが、その本性は冷酷で野心家。野球に対する思い入れも実はほとんど無い。何故か強さに拘りがある。
選手としては159キロのストレートとオリジナルシンカーの邪眼球(エビルアイ)含む四球種を持つ本格派。金縛りの金特を持っているがコントロールが悪く、負け運・寸前といった赤特も持っており、投げても敗北するケースがある。打撃もパワーAを持つなどクリーンナップに回るケースも多い。
円卓高校編では聖杯を壊す選択をした場合に登場。当時は実装前の登場で、このときは主人公より1つ下の春の甲子園優勝投手。望戸と御厨を操り、一連の騒ぎを起こしていたが失敗。望戸を洗脳するも決勝で勝つとそのまま姿を消し、その後阿麻達の前に対峙。化け物みたいな姿へ変貌し、望戸を使い久根を人質にとり阿麻の魔力を要求。しかし阿麻の言葉に反応した望戸が洗脳が解けて攻撃を喰らい、阿麻の攻撃で重傷を負うも命からがらそのまま逃亡した。
恵比留高校編では途中からエビルキャップを被っており、性格も苛烈な言動に。『ソウルジェイル』を使って他の部員達に知らず知らずの内に他校の選手の魂を抜き取らせていた。甲子園決勝前に主人公が知り咎められると、主人公にエビルキャップを継承するように誘う。被る選択肢をした場合そのまま姿を消すが、被らない選択をした場合カメラで魂を抜こうとするも往田と霧崎に阻止され囚えられる。しかしエピローグでは脱出しており、エビルキャップを使って何処かへ移動した。
期間限定の恵比留高校強化シナリオでは何故か体が小さくなった形で登場し、イベキャラとしても登場。(名義は「少年」闇野栄剛) 能力も大きく弱体化した。転校して来た従妹のルミナには戸惑いつつも、ソウルジェイルを使って上記のように策略をしていた。しかし5月にルミナを襲った御厨に怒り魂を封印。ルミナを保健室に運ぼうとした際に体が消えかかっていること、その体が封印した御厨の魂により戻ったのを見て自分に従妹がいないことに気付き困惑。その後も夏まで上の空な態度が続き、主人公に弱い心を指摘される。ルミナを救うためにエビルキャップを使えずどうするか迷うが、主人公が心に正直になるよう諭した場合、部員達に偵察(と表した魂集め)を辞めると宣言。ただしルミナの魂を守るため、1人魂集めを続ける。甲子園二回戦後に魂集めをしているときにルミナと遭遇。ルミナに魂集めを止めるよう懇願され、当初は幻であると割り切り否定するもルミナに自分に無い弱さを認めて先に進むことを指摘され、自分がただの人間であると自覚。別れを決意しソウルジェイルを破壊。優勝を果たすとルミナと別れ、本来の姿に戻る。その後部員達に自分のやってきたことを話そうとするも御厨と霧崎の計らいで有耶無耶にされ、その後に胴上げされる。卒業式の際にルミナの思いを馳せるも、自分達は未来に進もうと前向きに捉え、笑顔で締めくくった。
往田 真威人（おうだ まいと）
三塁手、外野手。右投右打。
霧崎 礼里（きりさき れいり）
遊撃手、二塁手。右投右打。
闇野 ルミナ（やみの るみな）
投手、外野手。左投左打。
期間限定の「パワーアップ」にのみ登場。
沢樹 末璃（さわき まつり）
マネージャー。
御厨 真歩（みくりや まほ）
マネージャー。

### マントル辺境高校
選手の名前の由来はは伝説の精霊から。
堂江 竜河（どうえ りゅうが）
投手。左投両打。
キャプテン。顔面を覆うヒゲとピンクのリボンを結んだポニーテールが特徴。見た目のせいでよくおっさんと間違われる。豪快な性格で個人主義者。キャプテンとしても互いの立場を尊重させる調整型。見た目と裏腹に手先が器用であり、故障したピッチングマシンを直せる。4600万ダウンロード記念の際に新バージョンの「匠の技 堂江 竜河」が実装された。
名前の由来はドワーフから。
投手としてはコントロールSスタミナAと強力であり、大きい変化量のカットボールとナックル、シュートを持つ。打者としてもミートBパワーAとホームランを狙える強打者であるが足が圧倒的に遅い。
伍歩  倫人（ごぶ りんと）
捕手、二塁手、三塁手、遊撃手。右投右打。
小柄で黄緑の髪が特徴。短気な性格でイライラしがち。練習熱心で頭は悪くないが、せっかちなところもありよく勝負を急ぎがち。中学の頃は遊撃手だったが下手な捕手の送球にキレて無理やり捕手にコンバートした。イベントではその性格で部員といざこざを起こしてしまい、そこで主人公と共に短気な性格を直そうとする。
能力は全部C以上とバランスが取れており守備能力はさらに高い。
名前の由来はゴブリンから。
黒衛 隆富（くろえ りゅうふ）
二塁手、外野手。右投右打。
黒肌と銀髪の美形で背が高い。ナルシストなところがあり何事も美しさで判断しようとする。それは内面も見て評価しているため評価はまとも。イケメンではあるものの残念な言動のせいで女子からの評価は低い。イベントでは自分の堅実なプレイを迫力不足と他部員に笑われ、主人公と共に特訓に励むことに。
名前の由来はエルフから。
パワーと肩は低いがミートB、走力A、捕球Sを誇る1番タイプ、攻守の選手。
道満 里沙（どうまん りさ）
三塁手、遊撃手。右投右打。
実装当初はモブの選手であったが、2022年のスタジアムイベントより固有のパワターが設定されて固有キャラクターとなり、2023年5月1日のアップデートでイベキャラになった。
小掘 灯花（こぼる とうか）
投手。右投右打。
期間限定の「パワーアップ」より登場。
土村 乃夢（つちむら のむ）
マネージャー。
赤い帽子を被っている。背が低く見た目は可愛いが乱暴な発言が目立ち、ツッコミをするときはさらに辛口。親が靴職人であり家を継ぐため修行中。手先の器用さは一流で、道具の修理も出来る。糸縫いも得意でありそのボール修理は神レベル。読書が趣味。実ははガンダーロボのアニメを一通り見たことがある。
名前の由来はノームから。
主人公と彼女になりデートのイベントを進めると自分の辛口ツッコミが雰囲気を壊してしまうのではないかと思って無理をしており、デートが進むたびに元気がなくなっていが、主人公に指摘されいつも通りに戻る。エピローグでは主人公のために靴を作ると約束した。

### 世紀末北斗高校
登場人物は北斗の拳も参照。モブ選手はすべてモヒカン。
ケンシロウ
外野手、一塁手、三塁手。右投右打。
北斗の拳の主人公。
レイ
投手、二塁手。右投右打。
トキ
捕手、二塁手。右投右打。
ユリア
監督。
監督が逃げたため主人公と同学年ながら監督を務める。
マミヤ
マネージャー。

### フリート高校
館橋 水奈都（たてはし みなと）
二塁手、遊撃手。右投左打。
沖野 海里（おきの かいり）
一塁手、外野手。右投両打。
オクタヴィア（おくたゔぃあ）
投手。
梶 増人（かじますと）
投手。右投右打。
泡瀬 満里南（あわせ まりな）
マネージャーであるが、期間限定の「パワーアップ」では投手になる（イベキャラで通常バージョン、別バージョンの［パジャマ］を使用した際は、投手にならない）。
真開 彩葉（しんかい いろは）
捕手、一塁手、三塁手、投手。右投右打。
期間限定の「パワーアップ」にのみ登場。

### アンドロメダ学園高校
大西=ハリソン=筋金（おおにし=はりそん=すじかね）
投手。左投左打。

### 十文字東高校
アサガミ・キョウスケ（あさがみ・きょうすけ）
投手。右投右打。

### アスレテース高校
塚見 巴（つかみ ともえ）
投手。右投右打。

### 戦国高校
ゼンザイ
投手。右投左打。

### 花丸高校
レッド
投手。右投左打。

### 討総学園高校
キリル・フォスター
投手、他全ポジション。右投左打。

### エジプト高校
ホールスアン四世（ほーるすあんよんせい）
投手。左投左打。

### 桃太郎電鉄高校
桃太郎（ももたろう）
捕手。右投右打。

### 金剛連合
久里 武尊（ひさざと たける）
投手。右投右打。

### 天盟高校
高原 曲（たかはら まがり）
投手。右投右打。

### 彩菊花高校
時任 幽平（ときとう ゆうへい）
外野手。左投左打。

### 大筒高校
冴木 創（さえき はじめ）
二塁手、遊撃手。右投左打。
テキート・ヤールゼン
投手。左投左打。
鹿莫 翔太（ろくば しょうた）
捕手。
井伊野 嘉元（いいの よしもと）
外野手。
宇佐崎 詠子（うさざき えいこ）
遊撃手。

### ゲノム大学附属高校
パワプロ2014に登場したゲノム大学の付属校。中等部も存在する。生徒の遺伝子をいじくり回しており選手の能力はトップレベル。
明神 陽（みょうじん よう）
投手。右投右打。
パワプロ2014から登場。主人公の1つ下。
マイペースで掴みどころがない子供っぽいが、本性は自身を天才と疑わず、他のチームメイトすら凡人扱いして見下す傲慢な性格。自身をゲノム大学の最高傑作と評している。野球以外にも天才の実力を発揮できる。主人公のことも見下しておりイベントでは主人公と対決し、勝負に勝つと主人公のことを超天才と、自分と同じ扱いをする。
後に新バージョンの「アルティメット 明神陽」が登場。髪の毛が跳ね、新たにシンカーとカーブを習得。本人によるとイラッとするとこうなるらしい。このバージョンのイベントでは凡人を潰すのを面白がる明神に主人公が苛立ち、凡人の努力で挑むと宣言。勝利すると前記と同じく主人公を天才扱いし、凡人の努力を認めようとしなかった。
天才を自称するにふさわしく、163キロの重い球質の直球のオリジナル変化球、「ミオストレート」に最大変化のチェンジアップを持つ。コントロールも高くスタミナもカンスト寸前。野手能力もミートは低いがパワー99を誇り、4番に座ることも多い。
竹内脅人（たけうちけんと）
外野手、三塁手。右投右打。
キャプテン。大筒高校編の甲子園決勝で初登場。黒肌と白い髪が特徴。筋肉を自慢しており、試合前には主人公達に筋肉の動きで威圧させていた。明神からは「旧式」と呼ばれ馬鹿にされている。
足は遅いがパワーと肩が高く金特のアーチストを持っているが、他選手よりは見劣りしている。
来間（くるま）
大学の研究員。かつて霧崎と往田を人体実験した本人。

### ほかほかホリデー高校
休森 遊（やすもり ゆう）
投手。

#### 帝王実業高校
友沢 亮（ともざわ りょう）
遊撃手。右投左打。

### その他の高校

#### マチェット高校
甲子園一回戦で確率で登場。正式名称はハロルド・マチェット高校。選手の名前の由来は武器から。
鉄砲塚（てっぽうづか）
投手。右の速球派。
弓場（ゆみば）
投手。左の軟投派。
槍岳（やりたけ）
中堅手。一番打者。
刀根（とね）
二塁手。二番打者。
槌谷（つちや）
左翼手。三番打者。
斧田（おのだ）
一塁手。四番打者。
剣持（けんもち）
三塁手。五番打者。
鉄川（てつかわ）
捕手。六番打者。
小太刀（こたち）
右翼手。七番打者。
楯（たて）
遊撃手。八番打者。

#### 赤壁高校
甲子園一回戦で確率で登場。選手はドラを叩いて登場してくる。選手の名前は三国志から取られているまた、白轟高校がサクセスで追加されたことで新たに星というキャラクターが追加された。
星（せい）
投手。パームボールが変化量が最大である。
周湯（しゅうゆ）
投手。速球とスプリットが特徴。
諸勝（しょかつ）
投手、捕手。特徴はスタミナがないがコントロールと全方向に曲がる変化球。捕手もできる。
黄外（こうがい）
遊撃手。一番打者。
完寧（かんねい）
中堅手。二番打者。
甘羽（かんう）
三塁手。三番打者。
曹槍（そうそう）
一塁手。四番打者。
曹陣（そうじん）
二塁手。五番打者。
定普（ていふ）
捕手。七番打者。
旅蒙（りょもう）
左翼手。八番打者。
呂統（りょとう）
右翼手。九番打者。

#### 白轟高校
北斗八雲（ほくとやくも）
投手。

#### 聖ジャスミン高校
太刀川広巳
投手。

#### 薬師高校
轟雷市
三塁手。

#### 稲城実業高校
成宮鳴
投手。

#### 駈杜高校
早川あおい
投手。

#### 文武高校
武秀英
一塁手。

#### 激闘第一高校
友沢亮
遊撃手。

#### 拳法館高校
箱崎拳
一塁手。

#### バス停前高校
田中山太郎
投手。

#### ワールド高校
マキシマム=池田=クリスティン
一塁手。

#### そよ風高校
阿畑やすし
投手。

#### 日の出商業高校
高田二流
投手。

#### 強力学園高校
無敵勇士
投手。

#### ラズベリー工業高校
桃瀬
投手。

#### 四神黄龍高校
朱雀南赤
投手。

#### SGKGK＋附属塾高校
磯勝男
三塁手。

#### 世紀末南斗高校
サウザー
投手。

#### 拳王高校
ラオウ
投手。

#### スパルタ高校
軍導英雄
一塁手。

#### 巨摩大藤巻高校
本郷正宗
投手。

#### 暗黒洞高校
暗黒大豪月
投手。

#### 混黒高校
餅田浩己
投手。

#### 十文字東高校
西田一也
投手。

#### 十文字西高校
白鐘司
投手。

#### 黒船高校
ペリー
投手。

#### 鬼ヶ島電鉄高校
エンマ
投手。

## その他

### スタジアム
ほかのユーザーのチームと対戦することができるモード。
リーグLv.1〜8までのリーグ形式になっている。リーグの期間は1週間であり、1週間ごとの昇格、残留、降格によって所属するリーグが決定する。基本的には自動で試合が進んでいき、チャンスやピンチになるなどのタイミングで操作することができる。プレイ内容に応じてポイントが算出され、そのスコアに応じてガチャPやストアメダルを獲得できる（イベントなどの期間限定で、獲得量が増量することがある）他、1週間中に記録した1試合の最高スコアの値に応じてリーグの昇降格が決定し、リーグの結果に応じてパワストーンとチャリンを獲得することが出来る（初回昇格のみ貰える報酬は多い）。
対戦するには試合チケットを1枚消費する必要がある（試合チケットは最大5枚まで補充され、1枚補充するのに30分経過する必要がある）が、フレンドからの挑戦状の場合は試合チケットを消費無しで対戦できる。

### 野球教室
打撃と投球の基本的な野球操作を学んだり、様々な相手投手や球種を練習できるモード。リリース当初はチュートリアルのみであったが、2019年3月18日より打撃練習が実装された。
打撃練習では、実戦テストと基本球種とオリジナル球種の3つのグループから選んで練習できる。実戦テストはサクセスなどで登場した高校の投手と対戦できるが、対戦するためにはスタジアムと同様に試合チケットを1枚消費する必要がある。実戦テストの点数に応じて星が最大3つずつ貰えて、集めた星の数に応じて報酬がもらえる他、各高校のステージ1をクリアすると、その高校のユニフォームが貰える（最初からユニフォームが用意されているパワフル高校などの一部高校にはユニフォームは貰えない）。基本球種とオリジナル球種では、各球種ごとにレベルの強さを7段階まで練習でき、この場合は試合チケットは消費されない。実戦テストで選べる高校と投手、オリジナル球種は不定期に実施されるアップデートにより順次追加される。

### パワクエ
2021年10月18日より実装。様々なクエストに挑んでチームを育てていくモード。サクセスで選手を3人育成するとプレイ可能になるが、一部のシナリオは初期では選択できず、条件を満たさないとプレイできない。
実装当初のシナリオは「球炎島」のみであったが、2022年2月28日より2つ目のシナリオとなる「月姫伝」、2023年2月6日より3つ目のシナリオとなる「冥界トライアル」、2024年9月9日より4つ目のシナリオとなる「幻想野球冒険伝」が実装された。また、シリーズ初となる期間限定シナリオとして、呪術廻戦とコラボした「呪術廻戦編」が配信（2022年6月15日～2022年7月19日まで）されていた。
このモードはサクセスと同様、SPポイントが必要になり、1つのエリアに挑戦するためには10SPを消費する必要になるが、キャンペーンやイベントなどによって、必要消費数が5~7になる場合がある。
マスを進めながら練習をしたり、選手をスカウトなどをして、チームを育成していく。各エリアの最後にいるボス（エリアによっては途中にもボスが登場する）のチームと対戦していく。勝利か引き分けになると次のエリアに進めるが、敗北するとゲームオーバーとなる（スキルの「おねだり」がある場合は、1度だけやり直しできる）。最終的に最終エリアのボスのチームに勝利か引き分けになることで、クエストはクリアとなる。クエストクリア時のチームをハイスコアとして記録され、ハイスコアやミッションの条件に応じて報酬がもらえる。
クエストをクリアすることが難しい場合はイージーモードを選択することが可能で、イージーモードにすると相手チームが弱体化し、不利な特別ルールをなしにすることができ、クエストをクリアしやすくなる。ただし、イージーモードにすると、貰えるアイテムのランクや効果が低下する上、高難易度のクエスト（「むずクエ」、「むちゃクエ」、「むりクエ」が該当する）はイージーモードを選択することが出来ない。
それぞれのシナリオで集めたアイテムはシナリオごとに分けられており、基本的に他のシナリオで集めたアイテムを引き継いで使用することはできないが、「月姫伝」のシナリオの実装から追加された『異世界のカバン』を使用することで、他のシナリオで集めたアイテムを一部使用することが出来る。「球炎島」は2022年11月9日のアップデートで、『異世界のカバン』を入手可能になった。なお、「冥界トライアル」には『異世界のカバン』が出現しないようになっているため、他のシナリオで集めたアイテムを使用できない。
2022年11月9日のアップデートより、作成したチームで装備品やアイテムなどを収集するモードの「遠征」が実装された。
それぞれのシナリオで作成したベストチーム（最初から用意されている遠征用チームもある）で遠征を行い、用意された5ヶ所の遠征先を1チームずつ選んで最大3ヶ所を選ぶことができ、選んだ遠征先に向かうことで育成選手のランクを向上できる装備品、サクセスやスタジアムで有利になるアイテム、ガチャ券などの様々なアイテムを入手可能。
遠征先によって出現しやすいアイテムが異なるが、遠征先の内容はチャリンを消費することで各遠征先に1日1回だけ変更できる（遠征完了後に新たな遠征先が出現した場合は、再度1回だけ変更できる）。また、パワクエをプレイすることでベストチームのランクと総合力に応じて、装備品の上限、金のランクの出やすさなどのレベルが向上して、レベルが高いほどより良いアイテムを入手することができ、チャリンを消費することでノリノリ遠征が可能で、ノリノリ遠征ではさらに良いアイテムなどが出やすくなる。

### イベント
上記要素の他に様々なイベントが存在する。
バトルスタジアムや熱血甲子園大会などのスタジアム形式のものが大半であるが、中にはサクセスに付属するものやチャレンジ形式のイベントもある。報酬としてイベキャラや様々なアイテムを手に入れることができ、サクセスやスタジアムを有利に進めることができる。

### チャレンジ
特定の条件を満たすことで、アイテムやパワストーン、ガチャPなどを入手でき、サクセスとパワチャレで必要なSPポイントの上限（現時点で最大170SPまで）を増やすこともできる。
常設されているものと、開催中のイベントなどにまつわる期間限定のものとが存在する。

## Webアニメ
『パワフルプロ野球 パワフル高校編』のタイトルで、2021年3月20日よりYouTubeのKONAMI公式チャンネルにて配信される。
ゲーム内の「パワフル高校編」のアニメ化となり、1話約10分の全4話構成となる。次回予告はにじさんじ所属の笹木咲が担当する。

### キャスト
- パワプロ - 白石涼子[11]
- 星井スバル - 逢坂良太[11]
- 矢部明雄 - 大谷育江[11]
- 京野小筆 - 佐藤聡美
- 木場嵐士 - 小野友樹[11]
- 水鳥忍 - 石井孝英
- 宇渡幹久 - あべそういち
- 小田切巧 - 狩野翔
- 加藤理香 - 豊口めぐみ
- 美多村知秋[13] - 青木志貴
- 才賀侑人 - 日野聡[11]
- 大杉監督 - 掛川裕彦
- 熱盛宗厚[14] - 金光宣明

### スタッフ
- 原作・制作・著作 - 株式会社コナミデジタルエンタテインメント[11]
- 監督 - 渡邉徹明[11]
- シリーズ構成・脚本 - 大東大介[11]
- キャラクターデザイン・総作画監督 - 渡部由紀子[11]
- 美術監督 - 坂本夏海[11]
- 色彩設計 - 山口舞[11]
- 撮影監督 - 岡野亜友未[11]
- 編集 - 坪根健太郎[11]
- 音楽 - 岩橋星実[11]
- 音楽制作 - Elements Garden
- 音響監督 - 伊藤巧[11]
- アニメーション制作 - CloverWorks[11]

### 主題歌
「パワフルバディ」
オーイシマサヨシによる主題歌。作詞・作曲・編曲はオーイシ自らが大石昌良名義で行う。

### 各話リスト
| 話数        | サブタイトル        | 絵コンテ       | 演出     | 作画監督            | 配信日         |
| ----------- | ------------------- | -------------- | -------- | ------------------- | -------------- |
| セクション1 | 掴め！ 二人の夢     | 渡邉徹明       | 渡邉徹明 | 渡部由紀子          | 2021年 3月20日 |
| セクション2 | ライバル！ 木場嵐士 | こでらかつゆき | 熊野千尋 | 泉美紗子            | 2021年 3月20日 |
| セクション3 | 激闘！ 地方予選！   | 横山和基       | 倉富康平 | 佐々木貴宏          | 3月27日        |
| セクション4 | 進め！ 夢の先へ！   | 渡邉徹明       | 渡邉徹明 | 渡部由紀子 泉美紗子 | 4月3日         |